# Dunaj

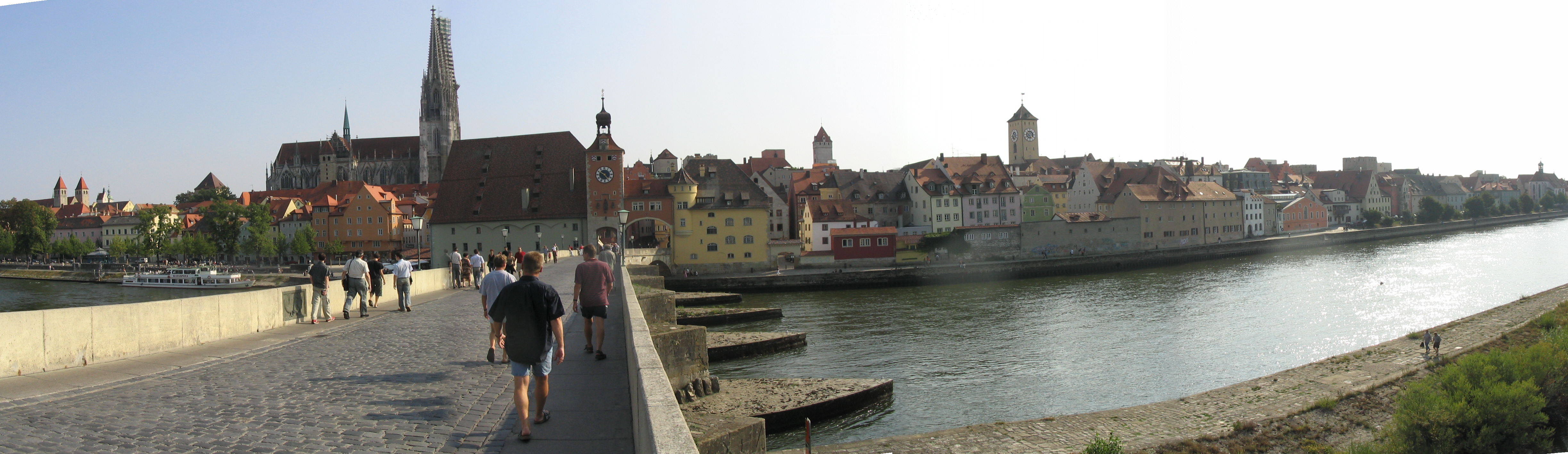
Dunaj w Ratyzbonie (Kamienny most)

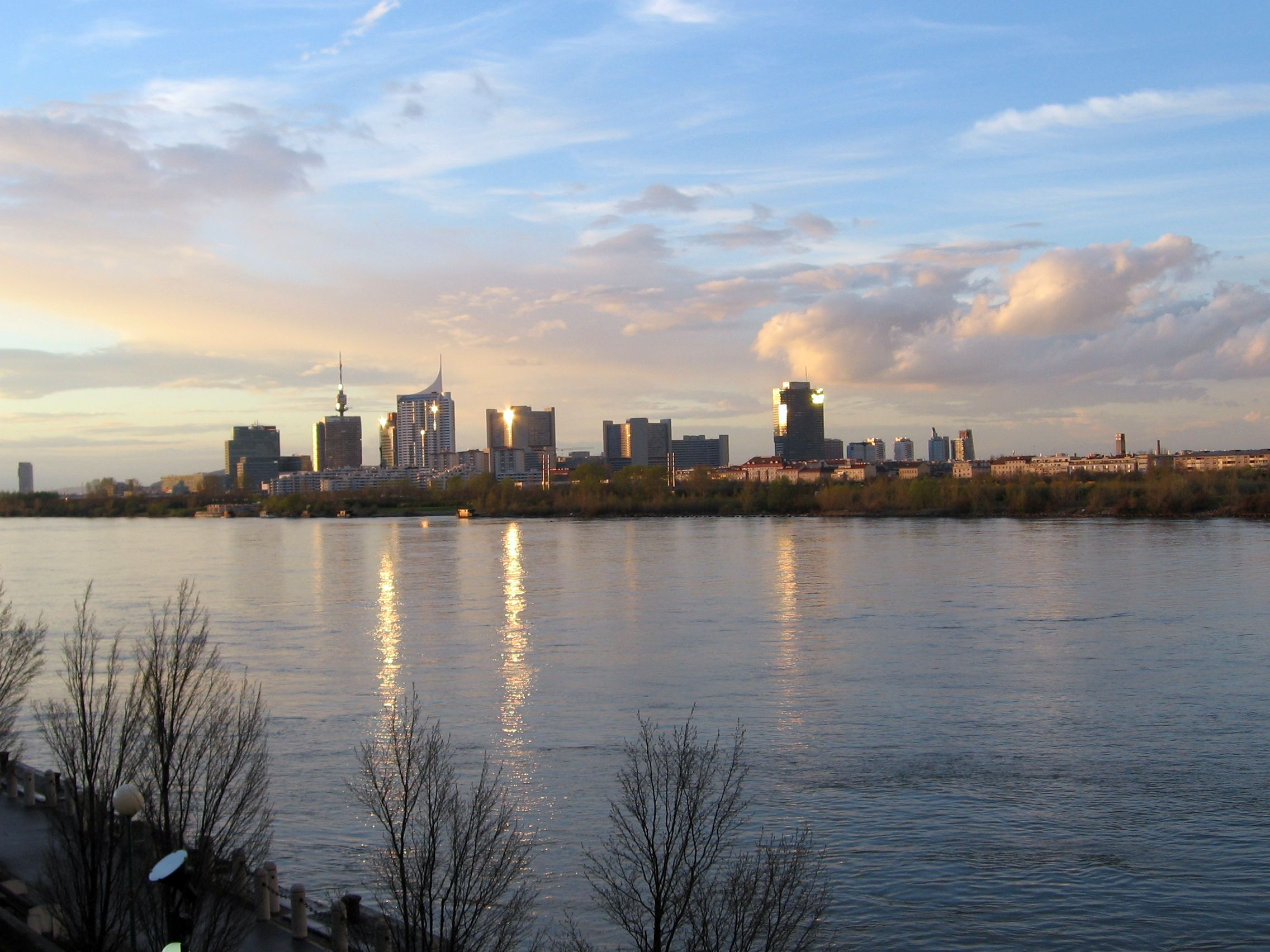
Główny prąd Dunaju w Wiedniu

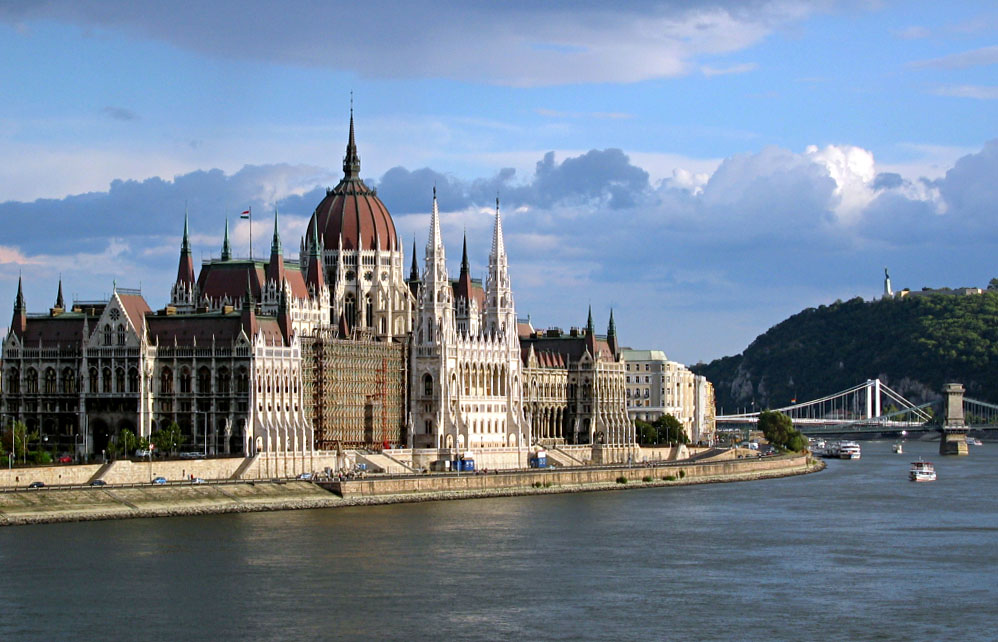
Widok na Dunaj z wyspy Małgorzaty w Budapeszcie

Dunaj (łac. Danubius, niem. Donau, słowac. Dunaj, słoweń. Donava, węg. Duna, chorw. Dunav, serb. i bułg. Дунав, rum. Dunărea, ukr. Дунай) – druga co do długości (po Wołdze) rzeka w Europie.
Rzeka przepływa z zachodu na wschód przez wiele europejskich krain geograficznych, z których największe to Wyżyna Bawarska, Kotlina Panońska i Nizina Wołoska. Jej dorzecze pokrywa duże rejony Europy Środkowej i Południowo-Wschodniej.
Źródło znajduje się w górach Schwarzwaldu, 6 km na północny zachód od centrum miejscowości Furtwangen im Schwarzwald w południowo-zachodnich Niemczech, gdzie swój początek ma rzeka Breg. Na kamieniu znajduje się metalowa tablica, informująca, że jest to źródło Dunaju.
Za początek biegu Dunaju uważana jest też czasami miejscowość Donaueschingen, gdzie łączą się dwie rzeki: Breg i Brigach. W parku pałacowym zbudowano kamienną fontannę, która symbolizuje początek Dunaju.
Długość mierzona od styku Brigach i Bregu wynosi 2845 km, a od źródeł Bregu w Furtwangen im Schwarzwald 2888 km.
Dunaj przepływa przez 10 krajów europejskich: Niemcy, Austrię, Słowację, Węgry, Chorwację, Serbię, Bułgarię, Rumunię, Mołdawię i Ukrainę (Mołdawia ma dostęp tylko do jednego brzegu), aby w Rumunii i na Ukrainie rozbudowaną deltą ujść do Morza Czarnego. W delcie, która jest dawną zatoką wypełnioną osadami rzecznymi, Dunaj dzieli się na 3 główne ramiona: Kilia, Sulina i Święty Jerzy (Brațul Sfântu Gheorghe).
W czasach starożytnych Dunaj (łac. Danubius) stanowił północną granicę Cesarstwa Rzymskiego.

## Hydrografia
| prawy dopływ                                                                                      | km  | lewy dopływ |
| ------------------------------------------------------------------------------------------------- | --- | ----------- |
| Kolory oznaczają kraje, w których znajduje się ujście; na tle białym znajdują się rzeki graniczne |     |             |
| Iller                                                                                             | 147 |             |
| Lech                                                                                              | 264 |             |
|                                                                                                   | 220 | Altmühl     |
|                                                                                                   | 165 | Naab        |
|                                                                                                   | 169 | Regen       |
| Izara                                                                                             | 295 |             |
| Inn                                                                                               | 517 |             |
| Traun                                                                                             | 153 |             |
| Aniza                                                                                             | 254 |             |
|                                                                                                   | 153 | Kamp        |
| Litawa                                                                                            | 180 |             |
|                                                                                                   | 358 | Morawa      |
| Raba                                                                                              | 250 |             |
|                                                                                                   | 403 | Wag         |
|                                                                                                   | 298 | Hron        |
|                                                                                                   | 233 | Ipola       |
| Drawa                                                                                             | 749 |             |
|                                                                                                   | 966 | Cisa        |
| Sawa                                                                                              | 945 |             |
|                                                                                                   | 340 | Temesz      |
| Wielka Morawa                                                                                     | 185 |             |
| Timok                                                                                             | 203 |             |
|                                                                                                   | 331 | Jiu         |
| Iskyr                                                                                             | 368 |             |
|                                                                                                   | 737 | Aluta       |
| Jantra                                                                                            | 285 |             |
|                                                                                                   | 224 | Vedea       |
|                                                                                                   | 327 | Ardżesz     |
|                                                                                                   | 417 | Jałomica    |
|                                                                                                   | 596 | Seret       |
|                                                                                                   | 953 | Prut        |
| Niemcy Austria Węgry Słowacja Chorwacja Serbia Bułgaria Rumunia                                   |     |             |

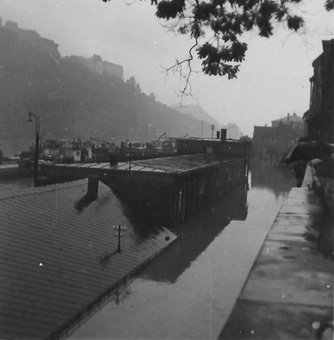
Wielka powódź w Pasawie w 1954 roku

Dunaj jest jedyną w Europie dużą rzeką, która płynie z zachodu na wschód. Po przepłynięciu 2888 km na pograniczu Rumunii i Ukrainy uchodzi do Morza Czarnego. Inaczej niż dla Renu, Wezery, Łaby czy Odry, w przypadku Dunaju i jego dopływów kilometry liczy się w przeciwną stronę niż prąd rzeki, tzn. w górę cieku. Oficjalnym punktem „0” jest latarnia morska w Sulinie nad Morzem Czarnym. Dorzecze Dunaju ma powierzchnię 795 686 km², co stanowi ponad 7,5% powierzchni Europy. Obszar ten pokrywa nie tylko kraje położone nad Dunajem, ale też część Czech, Bośni i Hercegowiny, Słowenii i innych państw. Mały skrawek dorzecza Dunaju (z Czarną Orawą) znajduje się też w Polsce.
Pod względem całkowitej długości i długoterminowego średniego przepływu (6500 m³/s) jest drugą co do wielkości rzeką w Europie i zajmuje 21. miejsce wśród wszystkich rzek na Ziemi. Pod względem powierzchni dorzecze zajmuje 25. miejsce na świecie.
Rzeźba terenu dorzecza Dunaju jest bardzo nierówna i charakteryzuje się dużą różnorodnością krajobrazów (36% stanowią tereny górskie, 64% to tereny średnio- i nisko położone).
Pod względem klimatycznym dorzecze Dunaju znajduje się pod wpływem trzech głównych stref klimatycznych: kontynentalno-eurazjatyckiej, atlantyckiej i śródziemnomorskiej. Rozkład elementów klimatycznych charakteryzuje się strefowością pionową i południkową (od źródła do ujścia). Średnia roczna temperatura powietrza waha się od –6,2 °C do +12,0 °C, przy czym najwyższe wartości występują w południowej części Niziny Węgierskiej i wzdłuż wybrzeża Morza Czarnego, a najniższe w górach wysokich. Roczne opady są bardzo zróżnicowane, od 3000 mm w górach wysokich do 400 mm w rejonie ujścia. Górne dorzecze Dunaju (od źródeł do ujścia Morawy) charakteryzuje się reżimem wód z dwiema odrębnymi porami roku: sezonem wysokiego poziomu wody (maksymalny przepływ w lipcu) i sezonem niskiego poziomu wody (minimalny przepływ w styczniu-lutym).

### Dopływy
Najdłuższym dopływem Dunaju jest Cisa (1308 km), kolejne pod względem długości są Prut, Sawa, Drawa, Aluta, Seret i Inn, wszystkie mają powyżej 500 km.
Inna klasyfikacja powstaje, jeśli bierze się pod uwagę nie długość dopływu, lecz ilość wody przez niego niesioną. Pod tym względem pierwsza jest Sawa z 1513 m³/s, kolejne miejsca zajmują Cisa, Inn i Drawa. Dopływy, które w największym stopniu wpływają na ilość wody w rzece, to:
- Iller, wnosząca 90% zasobu wód Dunaju, a przy powodziach nawet więcej,
- Lech, wnosząca w swoim ujściu 65% zasobu wód Dunaju,
- Izara z 35% zasobu wód Dunaju,
- Inn, który podczas silnej wysokiej wody wczesnym latem wnosi więcej wody niż przepływa jej w Dunaju i który w pozostałych siedmiu miesiącach roku (od października do kwietnia) może znacznie przekraczać zasób wód Dunaju,
- Drawa z 40% zasobu wód Dunaju,
- Cisa z 30% zasobu wód Dunaju,
- Sawa, która wnosi 35% zasobu wód Dunaju i jest zarazem najzasobniejszym w wodę dopływem.

## Geologia
Z geologicznego punktu widzenia Dunaj jest o wiele starszy niż Ren, z którym konkuruje w południowych Niemczech o powierzchnię dorzecza.
Do zlodowacenia środkowopolskiego (niem. Riß-Eiszeit, od rzeki Riß w Szwabii) Ren miał swoje źródła w południowo-zachodniej części Schwarzwaldu. Wody Alp, które dziś płyną Renem do Morza Północnego, były wówczas niesione korytem Pradunaju na wschód. Ten płynął mniej więcej dzisiejszą doliną rzeki Altmühl oraz wzdłuż linii wyznaczonej przez współczesne gminy Wellheim, Dollnstein, Eichstätt, Beilngries oraz Riedenburg. Dzisiejsze suche wąwozy Jury Frankońskiej są pozostałością ówczesnego koryta rzeki, które wtedy było znacznie większe niż współczesne. Później zmienił się przepływ wód alpejskich, które po dziś dzień płyną Renem.
Do dziś duże ilości wód Dunaju spływają przez porowate skały wapienne Jury Szwabskiej do głębiej położonego Renu. Ponieważ z procesem tym wiąże się rozpuszczanie przez wodę rzeki skał wapiennych, prawdopodobnie w przyszłości wszystkie wody współczesnego górnego Dunaju będą uchodziły do Renu.

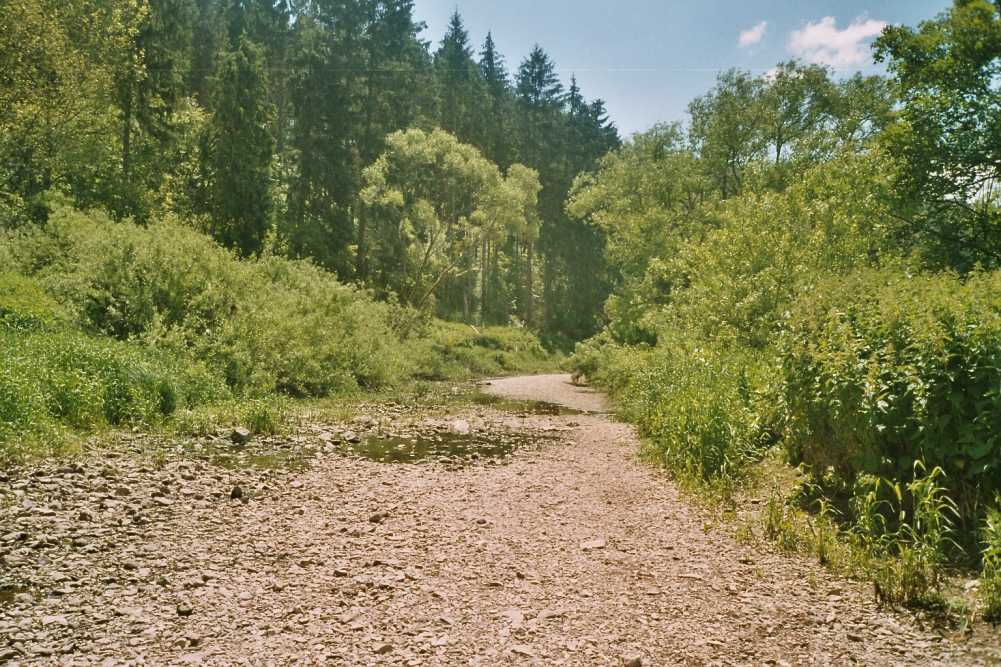
Koryto rzeki w miejscu, w którym Dunaj wsiąka w skały (tzw. Donauversickerung)

Pomiędzy miejscowościami Immendingen i Möhringen bieg rzeki zostaje przerwany. Duża część wody Dunaju wsiąka w grunt i przedostaje się pod ziemią jaskiniami krasowymi do tzw. Aachtopf, oddalonego o 14 km największego w Niemczech wywierzyska. Z tego miejsca woda biegiem rzeki Radolfzeller Aach płynie do Jeziora Bodeńskiego i do Renu. Przy niskim stanie wody czasowo może dojść nawet do kompletnego wsiąknięcia wody – wtedy Dunaj jest zasilany jedynie przez rzeczki Krähenbach w Möhringen oraz Elta. Ponieważ wysychanie rzeki nasiliło się w przeciągu ostatnich dziesięcioleci, część wody Dunaju jest transportowana przez sztolnię obok miejsca wsiąkania. Sztolnia oraz związany z nią jaz są zlokalizowane za miejscowością Immendingen, sama sztolnia prowadzi do Möhringen. Inne miejsce na Dunaju, z którego wsiąkająca woda pod ziemią przemieszcza się do Aachtopfu, znajduje się nieopodal Fridingen nad Dunajem.
Do okolic znajdujących się tuż za Wiedniem prąd rzeki ma charakter zbliżony do górskiego, dopiero w dalszym biegu zmienia się w rzekę nizinną.

## Bieg Dunaju
Dziesięć krajów ma dostęp do Dunaju. Na długości 1070,9 km (37% długości całkowitej) rzeka stanowi granicę państwową, przy czym 4 kraje (Bułgaria, Chorwacja, Mołdawia i Ukraina) mają dostęp tylko do jednego brzegu rzeki.
| prawy brzeg | prawy brzeg | kilometry biegu Dunaju | lewy brzeg  | lewy brzeg |
| kraj        | udział w km | kilometry biegu Dunaju | udział w km | kraj       |
| ----------- | ----------- | ---------------------- | ----------- | ---------- |
| Niemcy      | 658,6       | 2888,77                | 687,0       | Niemcy     |
| Niemcy      | 658,6       | 2230,20                | 687,0       | Niemcy     |
| Austria     | 357,5       |                        | 687,0       | Niemcy     |
| Austria     | 357,5       | 2201,77                | 687,0       | Niemcy     |
| Austria     | 357,5       | 321,5                  | Austria     |            |
| Austria     | 357,5       | 321,5                  | Austria     | 1880,26    |
| Austria     | 357,5       | 172,1                  | Słowacja    |            |
| Austria     | 357,5       | 172,1                  | Słowacja    | 1872,70    |
| Słowacja    | 22,5        | 172,1                  | Słowacja    |            |
| Słowacja    | 22,5        | 172,1                  | Słowacja    | 1850,20    |
| Węgry       | 417,2       | 172,1                  | Słowacja    |            |
| Węgry       | 417,2       | 172,1                  | Słowacja    | 1708,20    |
| Węgry       | 417,2       | 275,2                  | Węgry       |            |
| Węgry       | 417,2       | 275,2                  | Węgry       | 1433,00    |
| Chorwacja   | 137,5       | 358,0                  | Serbia      |            |
| Chorwacja   | 137,5       | 358,0                  | Serbia      | 1295,50    |
| Serbia      | 449,9       | 358,0                  | Serbia      |            |
| Serbia      | 449,9       | 358,0                  | Serbia      | 1075,00    |
| Serbia      | 449,9       | 940,9                  | Rumunia     |            |
| Serbia      | 449,9       | 940,9                  | Rumunia     | 845,65     |
| Bułgaria    | 471,6       | 940,9                  | Rumunia     |            |
| Bułgaria    | 471,6       | 940,9                  | Rumunia     | 374,10     |
| Rumunia     | 374,1       | 940,9                  | Rumunia     |            |
| Rumunia     | 374,1       | 940,9                  | Rumunia     | 134,14     |
| Rumunia     | 374,1       | 0,6                    | Mołdawia    |            |
| Rumunia     | 374,1       | 0,6                    | Mołdawia    | 133,57     |
| Rumunia     | 374,1       | 53,9                   | Ukraina     |            |
| Rumunia     | 374,1       | 53,9                   | Ukraina     | 79,63      |
| Rumunia     | 374,1       | 79,6                   | Rumunia     |            |
| Rumunia     | 374,1       | 79,6                   | Rumunia     | 0,00       |

|           | w kilometrach biegu rzeki | prawy brzeg | prawy brzeg | obustronnie | lewy brzeg | lewy brzeg |
| kraj      | w kilometrach biegu rzeki | km          | %           | km          | km         | %          |
| --------- | ------------------------- | ----------- | ----------- | ----------- | ---------- | ---------- |
| Niemcy    | 687,00                    | 658,6       | 23          | 658,6       | 687,0      | 24         |
| Austria   | 357,50                    | 357,5       | 12          | 321,5       | 321,5      | 11         |
| Słowacja  | 172,06                    | 22,5        | 1           | 22,5        | 172,1      | 6          |
| Węgry     | 417,20                    | 417,2       | 14          | 275,2       | 275,2      | 10         |
| Chorwacja | 137,50                    | 137,5       | 5           | 0,0         | 0,0        | 0          |
| Serbia    | 587,35                    | 449,9       | 16          | 220,5       | 358,0      | 12         |
| Rumunia   | 1075,00                   | 374,1       | 13          | 319,6       | 1020,5     | 35         |
| Bułgaria  | 471,55                    | 471,6       | 16          | 0,0         | 0,0        | 0          |
| Mołdawia  | 0,57                      | 0,0         | 0           | 0,0         | 0,6        | 0          |
| Ukraina   | 53,94                     | 0,0         | 0           | 0,0         | 53,9       | 2          |

(Źródło: Komisja Dunajska, Budapeszt, styczeń 2000 – marzec 2004)

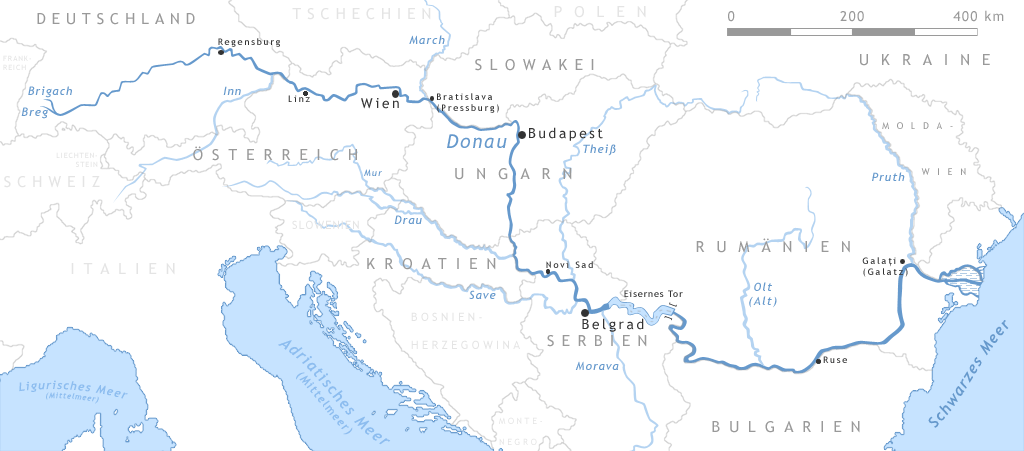
Bieg Dunaju

### Niemcy

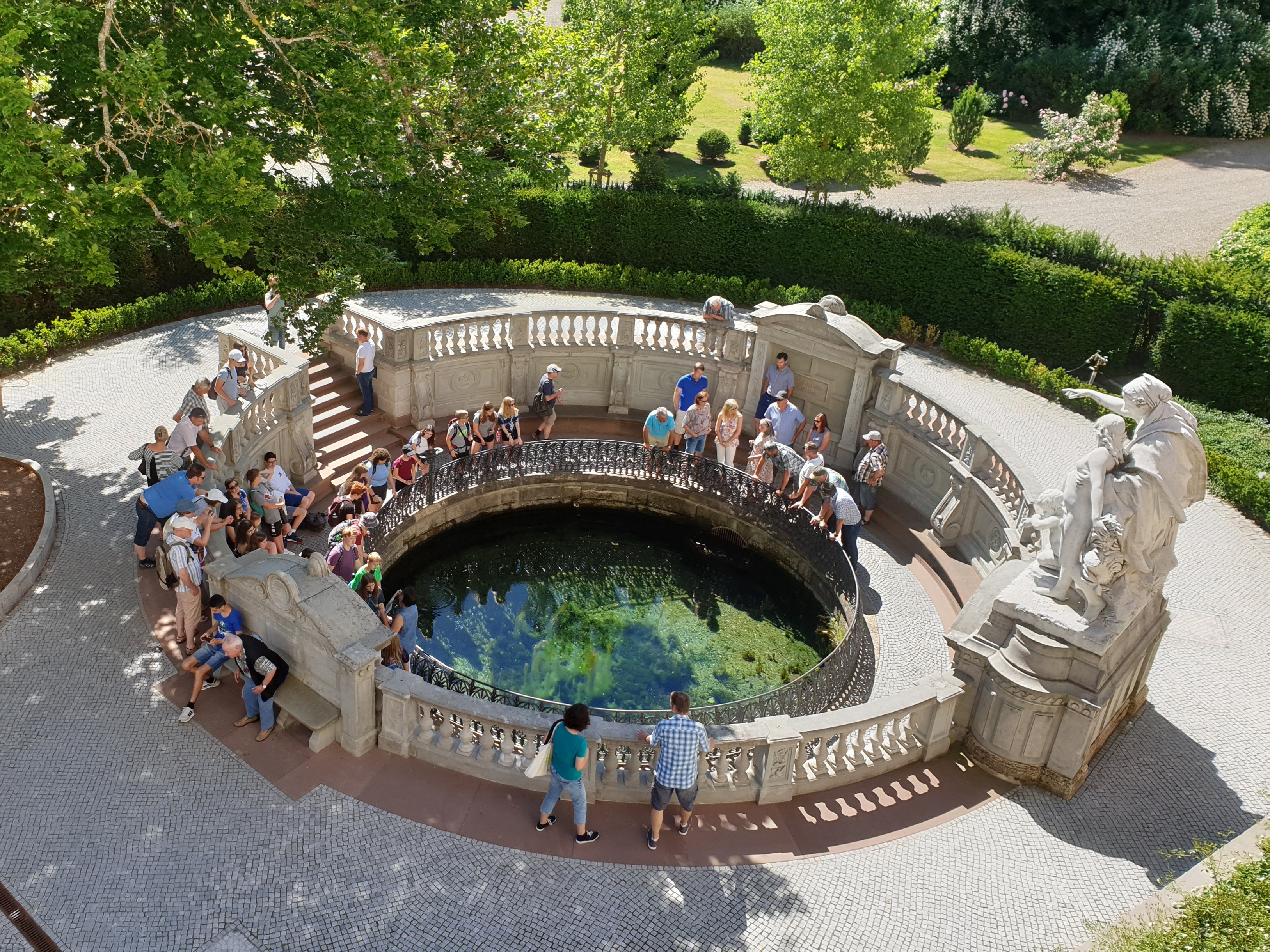
Symboliczne źródło Dunaju w Donaueschingen

Dunaj powstaje 1,4 km na wschód od Donaueschingen poprzez połączenie się dwóch potoków, Brigach i Breg. Tradycyjnie jako źródło Dunaju zwykło się traktować źródło tworzące sadzawkę w samym Donaueschingen, geograficznie jednak jest nim źródło Breg w Furtwangen.

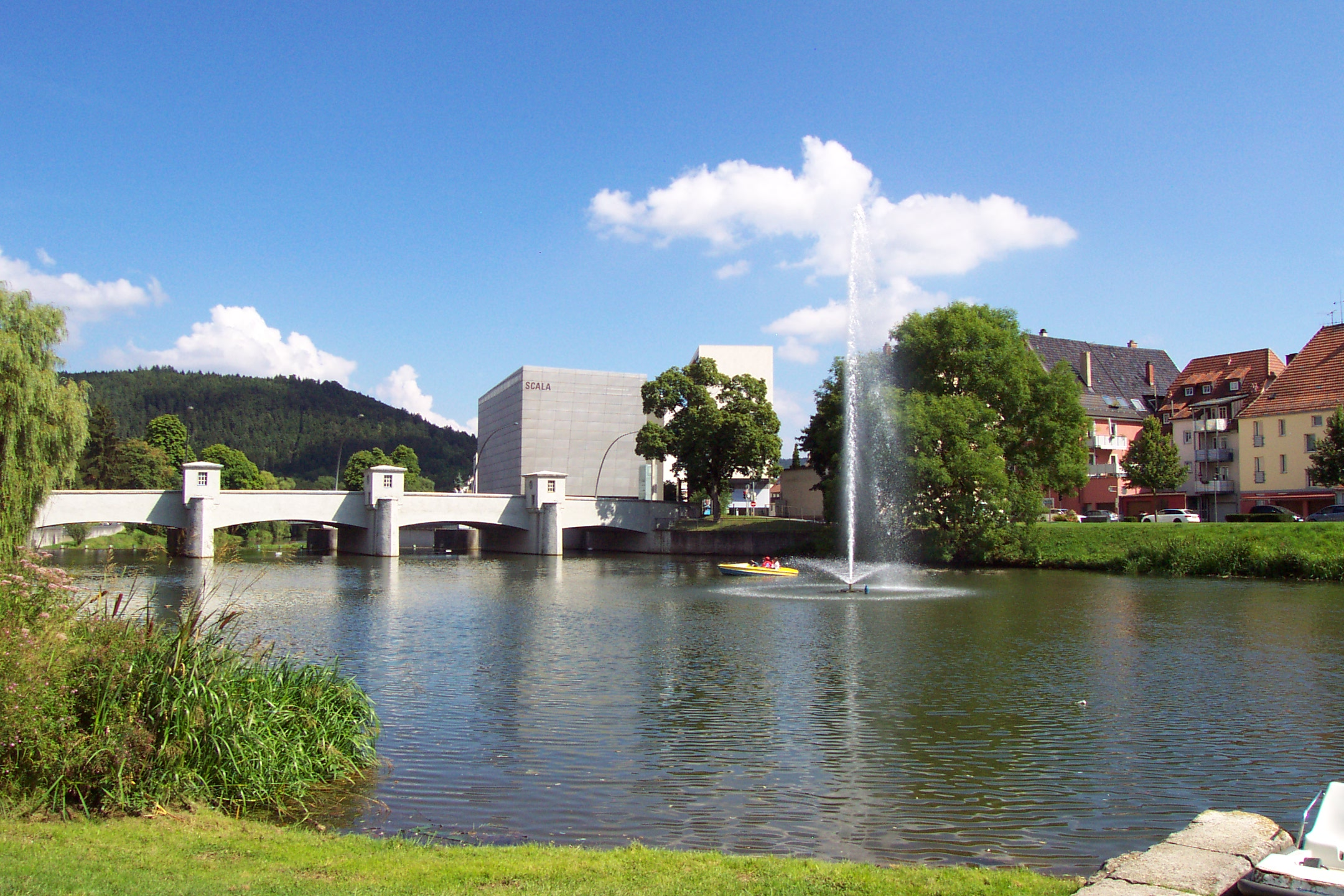
Dunaj przy Wielkim Moście w Tuttlingen

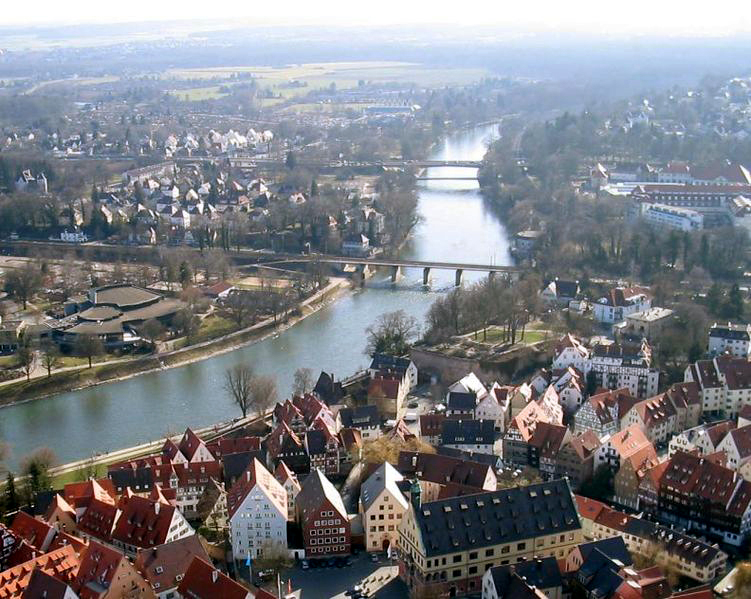
Dunaj w Ulm (widok z katedry)

Na terytorium Niemiec Dunaj płynie od swojego źródła przez 687 km do granicy niemiecko-austriackiej i jest dzięki temu trzecią najdłuższą rzeką Niemiec po Renie i Łabie. Na brzegach Dunaju rozłożone są liczne spore miasta, jak na przykład: Tuttlingen, Sigmaringen, Ulm, Neu-Ulm, Neuburg nad Dunajem, Ingolstadt, Ratyzbona, Straubing oraz Pasawa. Między Ulm i Kelheim Dunaj jest już drogą wodną, jednak ze znacznymi ograniczeniami w ruchu. Od Kelheim do granicy z Austrią jest już pełną drogą wodną.
Prawobrzeżnymi dopływami Dunaju na terytorium Niemiec są rzeki Iller, która wpada do niego w Neu-Ulm, Lech z ujściem koło Marxheim, na wschód od Donauwörth, Izara koło Deggendorfu oraz Inn w Pasawie.
Lewobrzeżnymi dopływami są natomiast rzeki Wörnitz uchodząca za Donauwörth, Altmühl za Kelheim, Naab oraz Regen koło Ratyzbony. Niemieckie prawe dopływy są większymi rzekami niż lewe – największy lewy dopływ Naab przynosi tylko 40 m³/s, czyli tyle, ile najmniejszy z wymienionych prawych, Iller. Do Dunaju uchodzą także liczne mniejsze rzeki, jak choćby Riß, Roth, Lauter, Blau, Günz, Brenz, Mindel, Zusam, Schmutter, Paar, Abens, Große Laber, Vils, Ilz, Erlau czy Ranna.

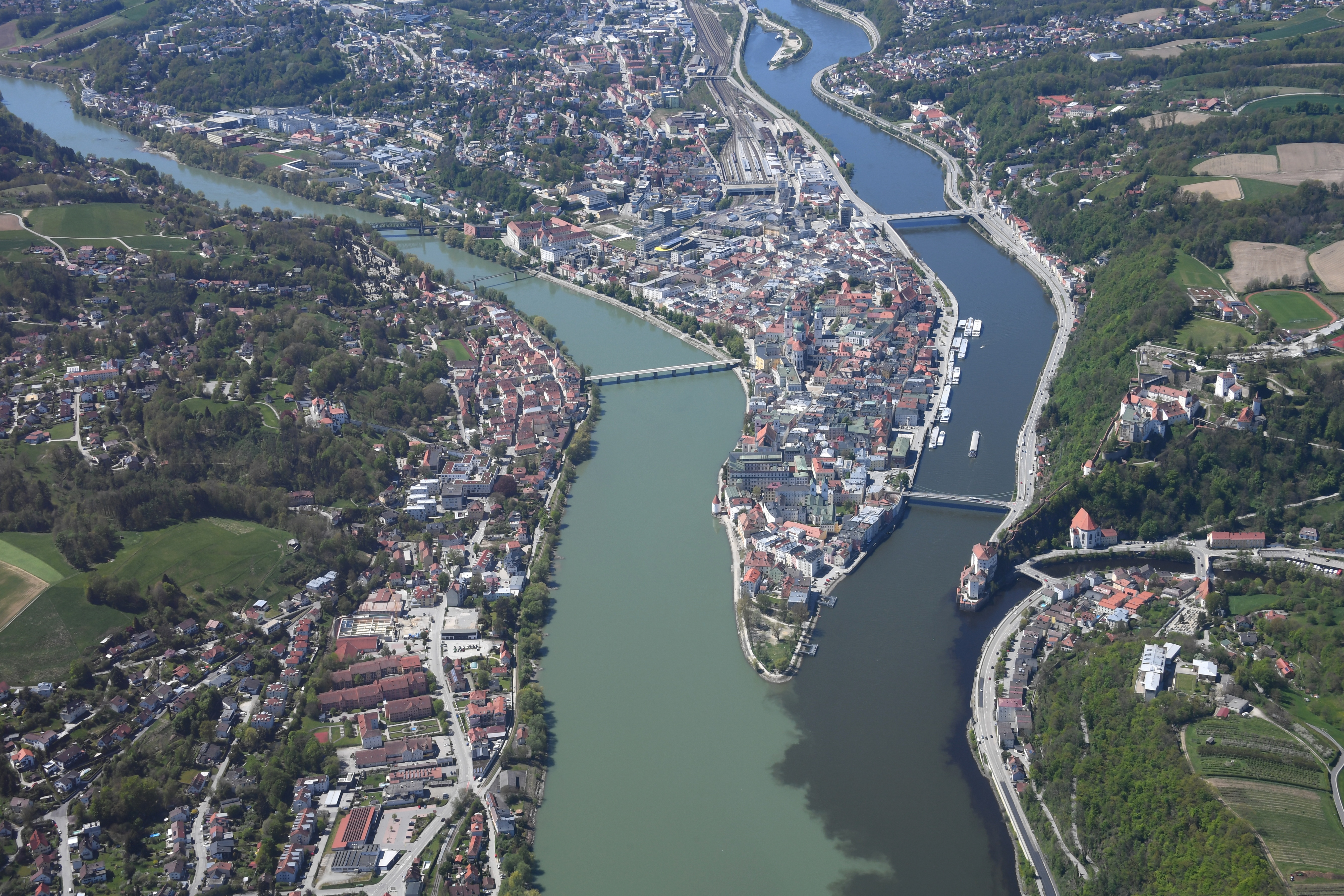
Spotkanie Innu, Dunaju i Ilz w Pasawie

W Pasawie do Dunaju uchodzi najpierw rzeka Ilz, a zaraz potem Inn. Spływające z Alp wody Innu są zielone, wody Dunaju błękitne, a płynące z terenów bagnistych wody Ilz czarne, tak więc przez pewien odcinek rzeki wody zawierają trzy kolory: zielony, błękitny oraz czarny. Dzięki zielonym wodom Innu za Pasawą zmienia się barwa wód Dunaju. Oprócz bardzo dużych ilości wprowadzanych wód Innu ważna jest także różnica głębokości pomiędzy tymi dwiema rzekami (Inn: 1,9 metra, Dunaj: 6,8 metra). W środku roku Inn prowadzi nawet o 5% więcej wody niż Dunaj, jest to jednak związane z topnieniem dużej ilości śniegu z obszaru całej Austrii. Dunajem płynie niemal niezmienna ilość wód przez cały rok, więc pomiędzy październikiem a kwietniem to on niesie zdecydowanie więcej wody.
Nad Dunajem w Niemczech znajduje się wiele znanych budowli. Są to m.in. klasztor benedyktyński w Beuron, zamek Hohenzollernów w Sigmaringen, gotycka katedra w Ulm z najwyższą wieżą kościelną świata (161,6 m), opactwo w Weltenburgu, Befreiungshalle w Kelheim, Most Kamienny i katedra św. Piotra w Ratyzbonie oraz pomnik Walhalli pod Donaustaufem, ok. 10 km od miasta. Pomiędzy opactwem w Weltenburgu i Kelheim leży interesujący geologicznie przełom Dunaju pod Weltenburgiem.

### Austria

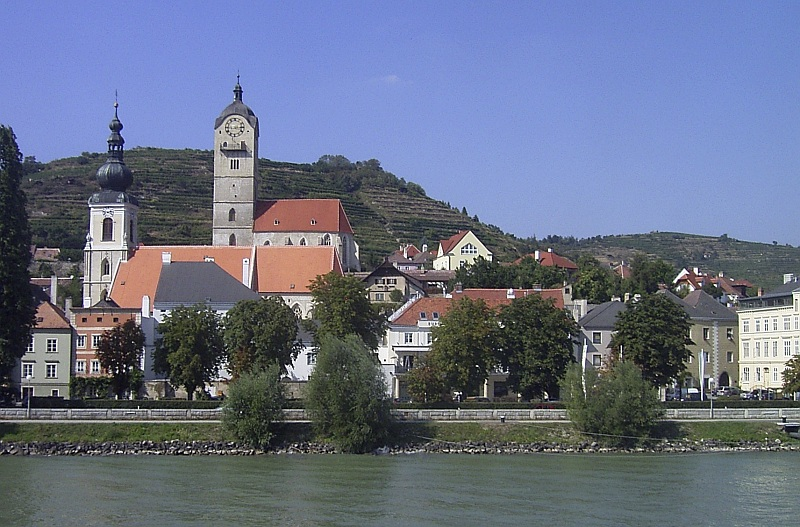
Krems nad Dunajem

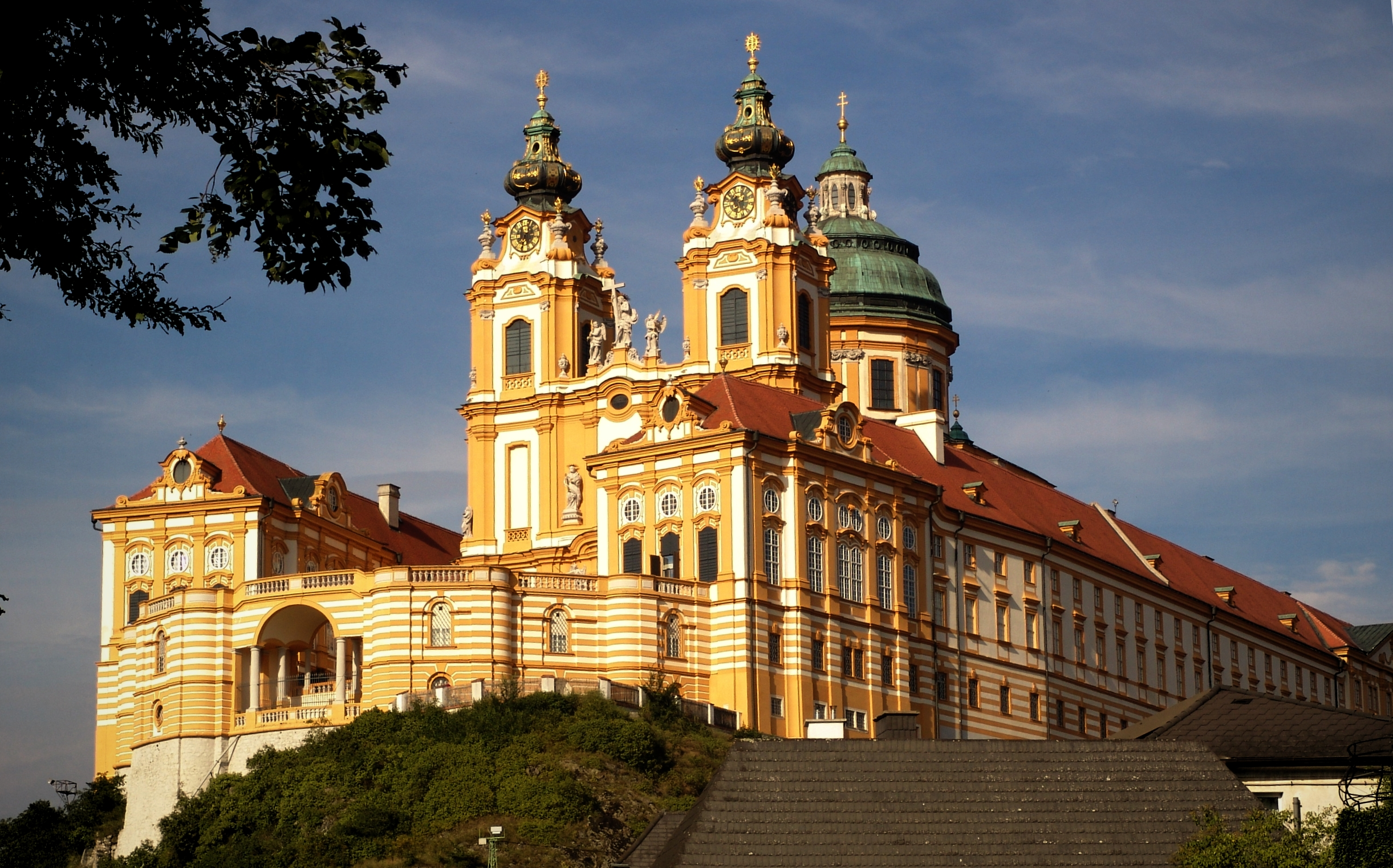
Opactwo w Melku

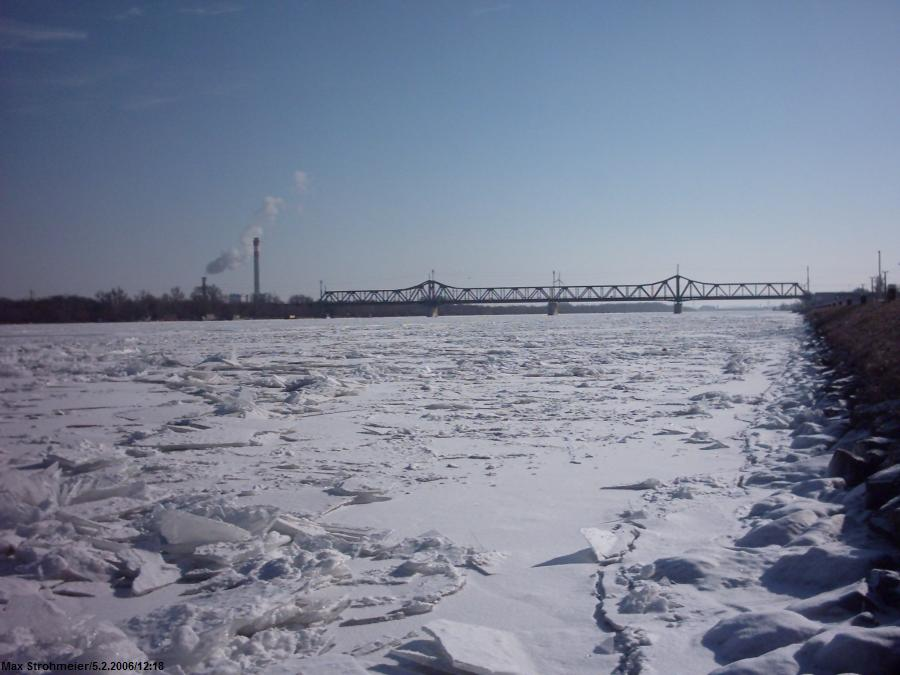
Kra na Dunaju w Wiedniu styczeń/luty 2006

Długość Dunaju przepływającego przez ziemie monarchii Austro-Węgier, potocznie określaną Donaumonarchie („Monarchia Dunajska”), to około 1300 km.
Dzisiejsza Austria z około 350 km udziału w biegu rzeki jest pod tym względem zaledwie na szóstym miejscu wśród dziesięciu państw naddunajskich. Jednakże do Dunaju spływa woda z prawie całego terytorium kraju (zlewisko Morza Czarnego). Tylko obszar kraju związkowego Vorarlberg w znacznej części odprowadza wodę do Renu (Morze Północne), zaś bardzo mały obszar północno-zachodniego krańca Dolnej Austrii (Waldviertel) do rzeki Lainsitz (Wełtawa → Łaba → Morze Północne) oraz mała część Mühlviertel – części Górnej Austrii – również do Wełtawy.
Kilka kilometrów poniżej Pasawy leży granica austriacko-niemiecka. Niedaleko od niej znajduje się pętla Dunaju, w której rzeka na krótkim odcinku zmienia swój bieg o 180 stopni. Po około 70 km od granicy osiąga Linz, trzecie co do wielkości miasto Austrii, położone po obu brzegach Dunaju. Dalej przez Mauthausen, Enns (miejsce dopływu Anizy), Grein, gdzie rzeka osiąga swoje najgłębsze miejsce w Austrii, po około dalszych 90 km Melk z potężnym opactwem. Po następnych 35 km Dunaj przepływa przez Wachau i Dürnstein aż do Krems oraz Tullnerfeld. W pobliżu granicy państwowej ze Słowacją Dunaj biegnie przez stolicę – Wiedeń. Wiedeń przez stulecia był obok Belgradu i Budapesztu jednym z największych i najważniejszych miast naddunajskich. Rzeka stworzyła z miasta jeden z ważniejszych ośrodków handlowych, pozostając do dzisiaj znaczącą drogą handlową pomiędzy wschodem i zachodem. Aby zmniejszyć potencjalne skutki powodzi, w Wiedniu rzeka została poddana sztucznej regulacji.
Ważniejszymi dopływami Dunaju w Austrii są Inn (prawy; przy granicy z Niemcami), Aist (lewy), Traun (prawy), Aniza (prawy), Ybbs (prawy), Traisen (prawy), Kamp (lewy), Wien (prawy) i Schwechat (prawy).
Morawa (lewy dopływ) dzisiaj stanowi granicę między Czechami i Słowacją oraz Austrią i Słowacją. Historyczną granicą Austrii i Węgier (do 1921) jest Litawa (prawy dopływ).
Na terytorium Austrii znajduje się jedenaście elektrowni wodnych. W Wiedniu ma siedzibę Międzynarodowa Komisja ds. Ochrony Dunaju (IKSD).

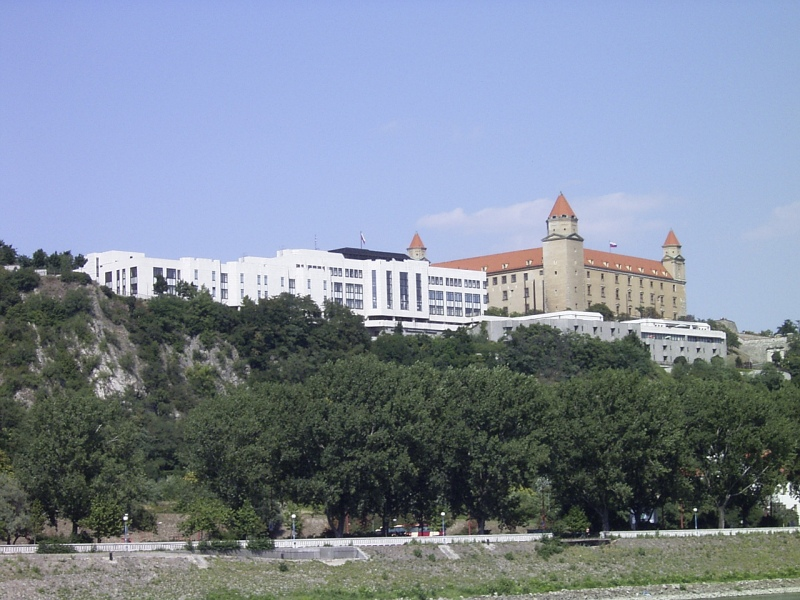
Brzeg Dunaju w Bratysławie

### Słowacja
W odległości zaledwie 45 km od Wiednia, bezpośrednio za austriacko-słowacką granicą Dunaj mija stolicę Słowacji Bratysławę. Rzeka na terenie Słowacji tworzy krótką granicę z Austrią, płynie przez stolicę i stanowi w końcu granicę z Węgrami.
Poza Bratysławą ważniejsze słowackie miejscowości nad Dunajem to przede wszystkim Komárno (główne centrum mniejszości węgierskiej na Słowacji, w którym wpada do Dunaju największa po nim słowacka rzeka Wag) oraz położone niedaleko od granicy państwa: ostatnie słowackie miasto nad Dunajem Štúrovo, w której wpada do Dunaju Hron, i ostatnia mała miejscowość Chľaba z dopływem Ipolą.

### Węgry

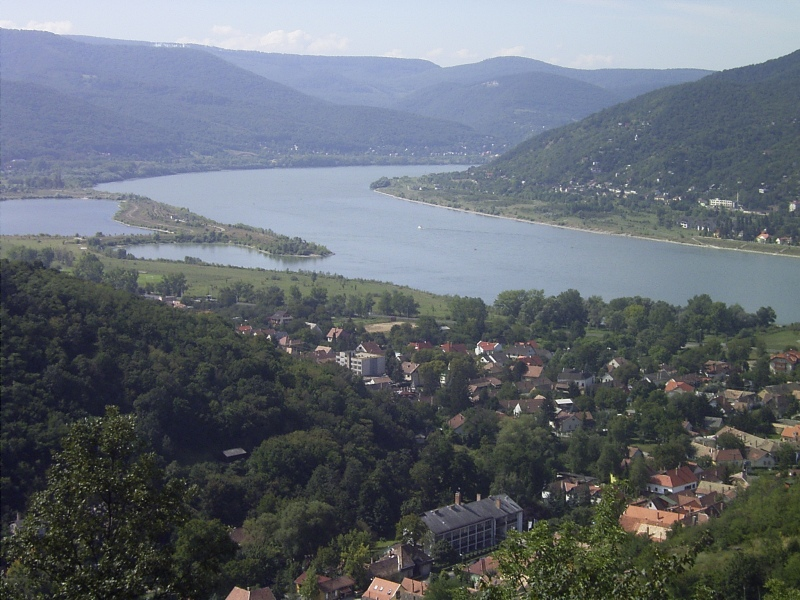
Zakole Dunaju pod Wyszehradem

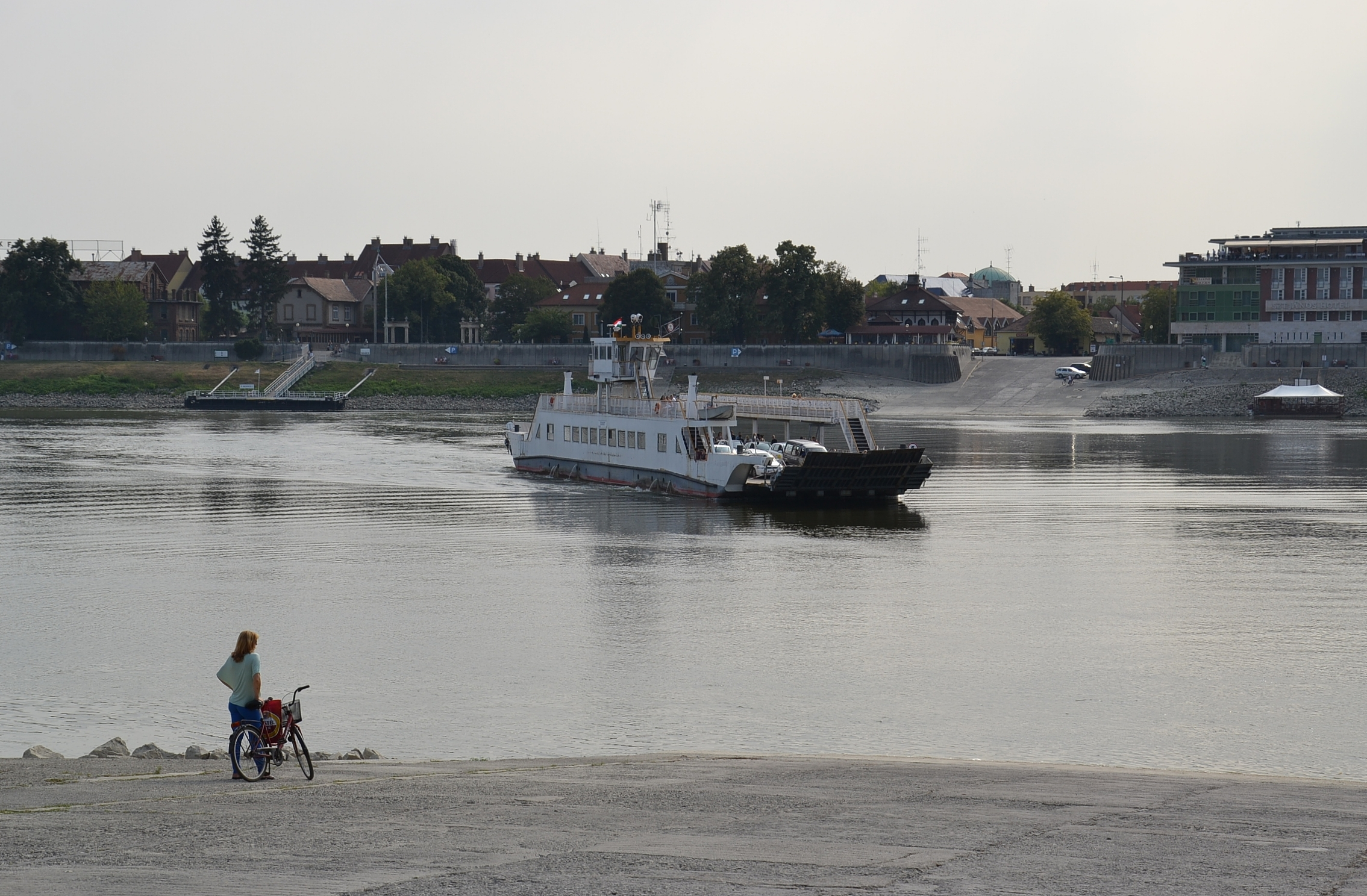
Prom przez Dunaj w Mohaczu

Na brzegach Dunaju, będącego granicą słowacko-węgierską, leży pierwsze większe miasto węgierskie Győr. Tutaj do Dunaju wpływa rzeka Raba.
W pobliżu ujścia Ipoli Dunaj koło miasta Szob opuszcza granicę i odtąd oba brzegi są węgierskie. Niedaleko stąd przedziera się na południe przez wzgórza Börzsöny, pomiędzy wzgórzami Gerecse i Pilis. Tutaj Dunaj zmienia swój bieg w Zakolu Dunaju pod Wyszehradem o około 90°. Dalej płynie zamiast z zachodu na wschód, jak dotąd, przez około 500 km prosto na południe.
Po około 40 km rzeka dopływa do największego miasta wzdłuż jej biegu, liczącej 1,8 mln mieszkańców stolicy Węgier, Budapesztu. Tutaj opuszcza teren wyżynny i biegnie dalej przez Wielką Nizinę Węgierską, której wyznacza zachodnią granicę. Następnie mija wiele małych miast, jak Dunaújváros, Baja, Paks i Kalocsa, a następnie opuszcza terytorium Węgier za Mohaczem.

### Chorwacja

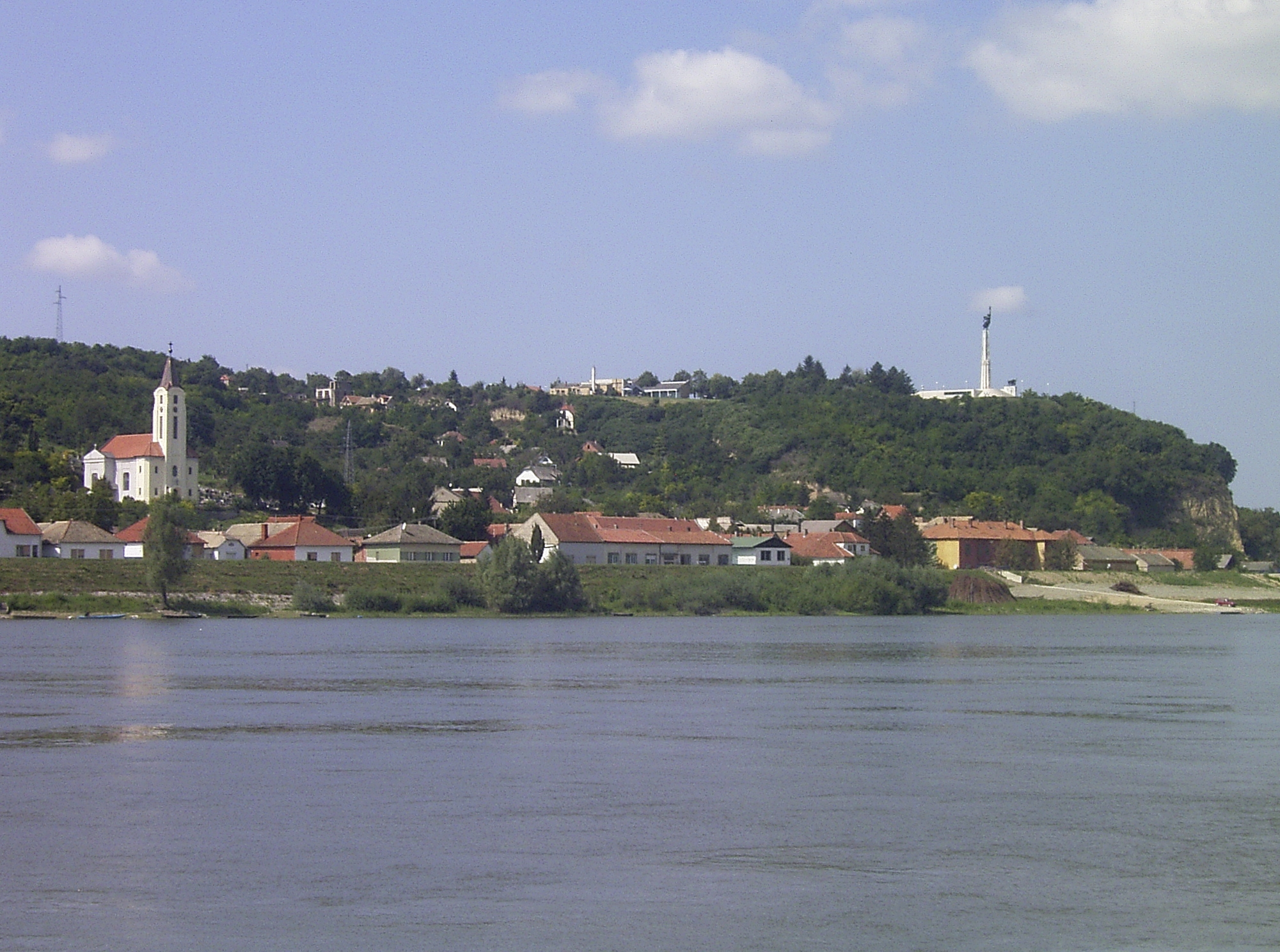
Batina (Chorwacja)

Chorwacja z całkowitą długością 137 km rzeki ma po Mołdawii i Ukrainie najkrótszy udział spośród 10 krajów naddunajskich. Od momentu opuszczenia terytorium Węgier rzeka tworzy naturalną granicę między Chorwacją i Serbią. Największymi chorwackimi miastami nad Dunajem są Vukovar, który podczas wojny z Serbią odniósł poważne zniszczenia, oraz Osijek, odległy tylko o 20 km od ujścia Drawy.

### Serbia

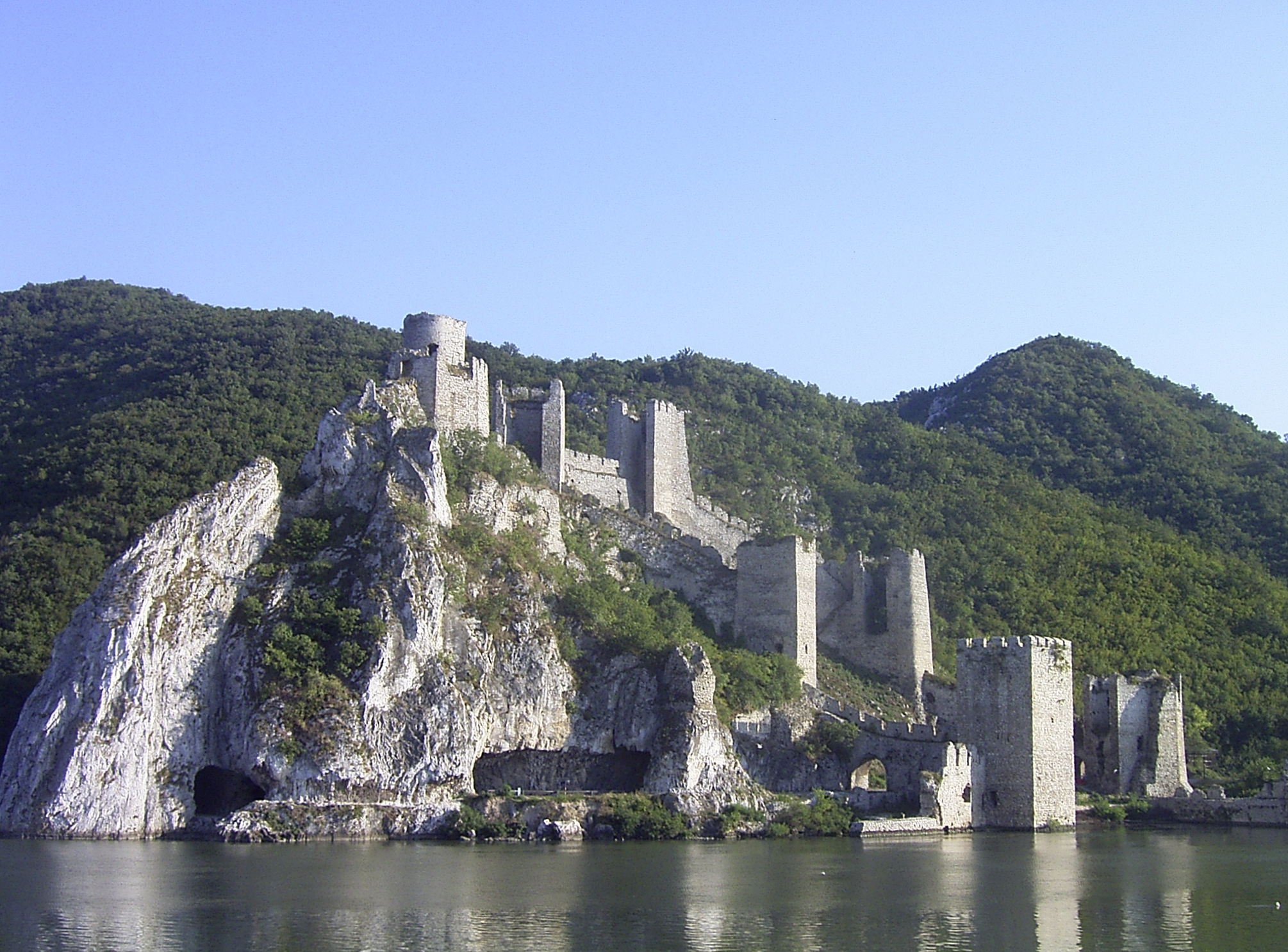
Twierdza Golubac (Serbia)

Dunaj oddziela Chorwację (prawy brzeg) od Serbii (lewy brzeg). W pobliżu miejscowości Bačka Palanka rzeka zakręca, opuszcza granicę chorwacką i przecina Serbię, płynąc w kierunku południowo-zachodnim aż do granicy z Rumunią.
Tylko 25 km od miejsca, w którym Dunaj po przypłynięciu z Węgier przecina granicę przy chorwacko-serbskim przejściu granicznym z Bezdanu do Batiny, leży miasto portowe Apatin, pierwsze większe serbskie miasto naddunajskie, w którym aż do końca II wojny światowej mieszkali prawie wyłącznie Niemcy naddunajscy.
W dół rzeki prąd mija miasto Nowy Sad, którego mosty zostały poważnie zniszczone w 1999 r. podczas wojny w Kosowie. Przez ponad sześć lat połączeniem między obiema połowami miasta był most pontonowy. Był on otwierany tylko trzy razy w tygodniu, co stanowiło poważną przeszkodę w żegludze na Dunaju. Po otwarciu 11 października 2005 odbudowanego Mostu Wolności Dunaj stał się znowu spławny.
Po dalszych 75 km Dunaj osiąga Belgrad, który z liczbą 1,57 mln mieszkańców jest trzecim co do wielkości z miast naddunajskich i jedną z najstarszych stale zamieszkanych siedzib na jego brzegach (od 7000 lat). Jest on zbudowany przy ujściu Sawy, a jego centrum stanowi potężna twierdza Kalemegdan na wzniesieniu u ujścia.
W swojej dalszej drodze Dunaj przepływa obok przemysłowych miast: Pančeva z dopływem Temesz i Smederewa, gdzie do Dunaju wpada Wielka Morawa. Następnie Dunaj dociera do ruin serbskiej twierdzy Golubac obok wejścia do przełomu rzeki – Żelaznych Wrót. Dunaj płynie dalej jako rzeka graniczna Serbii i Rumunii aż do obu zapór Đerdap 1 i 2. Po stronie serbskiej znajduje się Park Narodowy Đerdap.

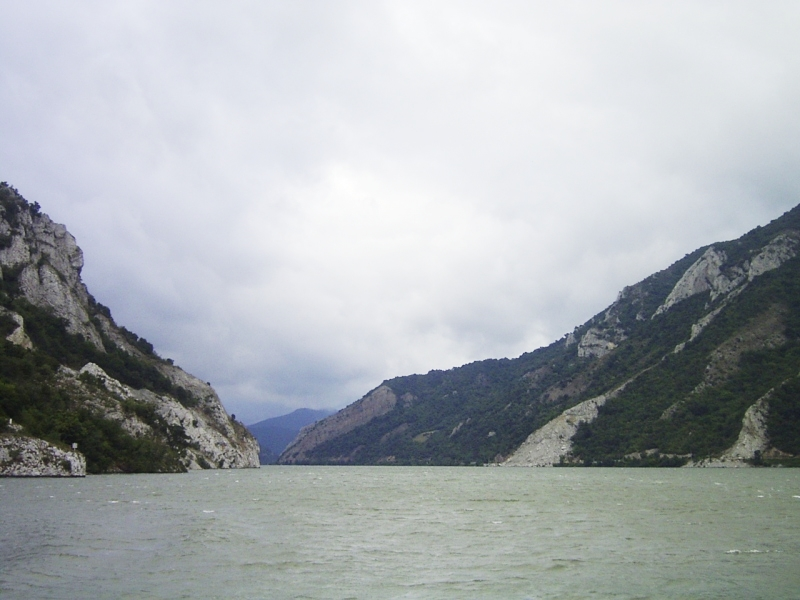
Żelazne Wrota

### Rumunia
Około jedna trzecia całkowitej długości (1075 km) to Dunărea, bo tak zwany jest Dunaj po rumuńsku. Rumunia ma dostęp do rzeki od Żelaznej Bramy aż do delty – odcinki we wszystkich pozostałych państwach są krótsze. Dunaj jest dla kraju najpierw rzeką graniczną z Serbią i Bułgarią, między Równiną Baragan i Dobrudżą skręca na północ i dalej, granicząc z Ukrainą, wpada do Morza Czarnego.
Po przepłynięciu przez Żelazne Wrota Dunaj zmienia kierunek na południowy zachód do Gór Banackich, tutaj pod Izlazem wpada do Dunaju Aluta. Dalej rzeka osiąga Orszowę i, przedzierając się przez przełom, dopływa do Drobeta-Turnu Severin przy granicy bułgarskiej. Tam skręca na południe i płynie przez Gruię, Pristol i Calafat. Teraz Dunaj przez 400 km skierowany jest ku wschodowi i stanowi granicę z Bułgarią. Przepływa koło miast Dabuleni, Corabia, Turnu Măgurele, Zimnicea, Giurgiu (na przeciwnym brzegu, po bułgarskiej stronie, znajduje się miasto Ruse), Oltenița, gdzie do Dunaju wpada Ardżesz, i Călărași. Dalej jako ograniczenie Dobrudży przepływa koło miast Cernavodă. Stąd biegnie udostępniony w l. 1984–1987 Kanał Dunaj–Morze Czarne – skrót żeglugowy bezpośrednio do Morza Czarnego (o 400 km), Topalu, Hirsova, Giurgeni i Gropeni, aż osiąga Braiłę i Gałacz. Dalej zaczyna się granica rumuńsko-ukraińska, a Dunaj, płynąc wzdłuż niej na zachód ku delcie i ujściu, mija miasta Tulcza i Pardina.

### Bułgaria

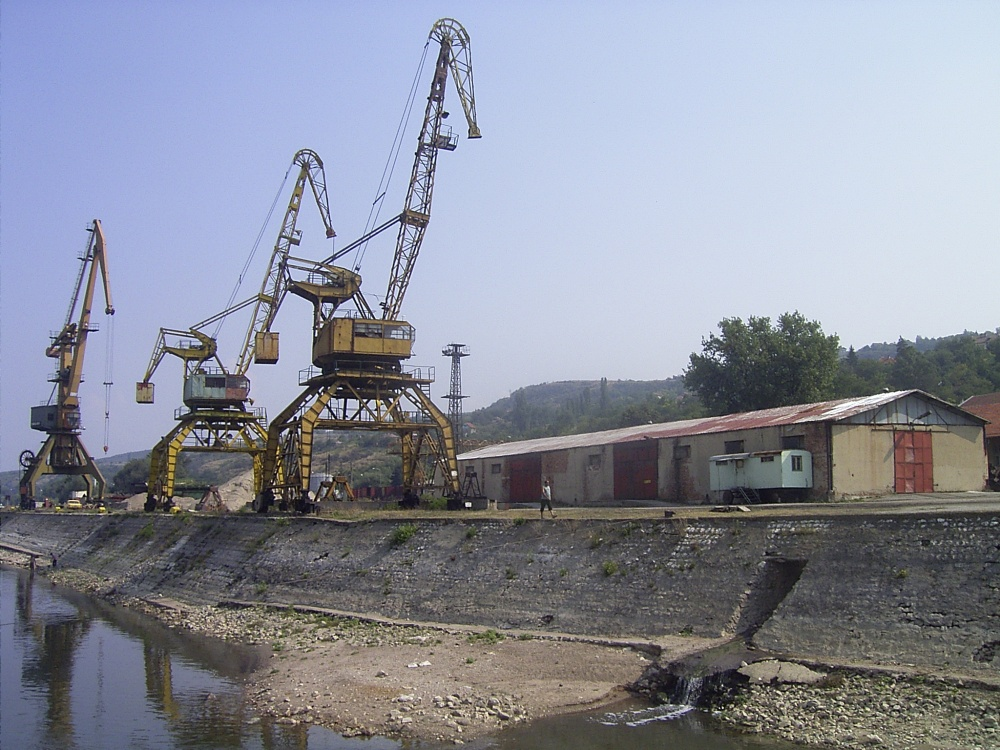
Brzeg Dunaju w Orjachowie

Dla Bułgarii rzeka stanowi północną granicę z Rumunią i dlatego jedynie prawy brzeg jest częścią Bułgarii. Wzdłuż prawie 500-kilometrowego odcinka wybrzeża od 1954 do 2013 roku znajdował się tylko jeden most łączący największe bułgarskie miasto naddunajskie Ruse z rumuńskim Giurgiu. Otwarty w 2013 Most Nowej Europy jest drugim mostem granicznym. W Bułgarii rzeka mimo swojej długości ma mniejsze znaczenie niż w innych krajach. Ponieważ jest jedyną rzeką żeglowną i przebiega przez stosunkowo słabo zaludnioną północ, ma dla kraju z punktu widzenia komunikacji jedynie znaczenie regionalne. Rzeka jest wykorzystywana tylko przez małą flotę handlową. Z 12 portów naddunajskich najważniejsze są Swisztow, Ruse, Widyń, Nikopoł, Łom i Silistra; znaczącym przejściem granicznym na północnym zachodzie jest ponadto Orjachowo. W mieście Swisztow Dunaj osiąga swój najdalej wysunięty na południe punkt. Stąd płynie stopniowo na północ, opuszczając za Silistrą terytorium Bułgarii.

### Mołdawia
Mołdawski udział Dunaju jest najmniejszy ze wszystkich państw naddunajskich. Jest to jedynie 340-metrowy cypel lądu pomiędzy Rumunią i Ukrainą przy ujściu Prutu, niedaleko za Gałaczem przy Giurgiulești. W 1999 Ukraina przekazała Mołdawii w drodze wymiany dalsze 230 m, dlatego dzisiejsza całkowita długość mołdawskiego brzegu wynosi 570 m. Mołdawia planuje wykorzystać dostęp do Dunaju, aby wybudować wzbudzający kontrowersje wielozadaniowy port (zobacz niżej).

### Ukraina

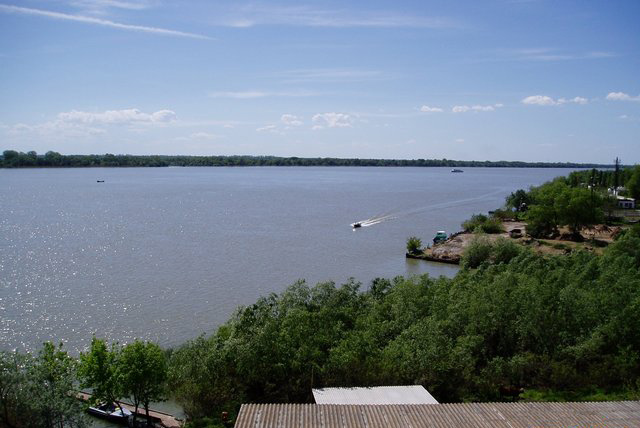
Dunaj koło Wilkowa, Ukraina

Od ujścia Prutu lewy brzeg Dunaju należy do Ukrainy i rzeka stanowi granicę między nią a Rumunią. Ważniejsze miasta ukraińskie nad Dunajem, to Izmaił, Kilia oraz Wilkowe, w którym zaczyna się Kanał Bystre (zobacz niżej). Za odcinkiem ukraińskim Dunaj staje się z powrotem tylko rumuński i uchodzi do Morza Czarnego w delcie Dunaju o powierzchni około 800 tys. ha (z czego około 680 tys. ha należy do Rumunii).

## Historia eksploatacji rzeki

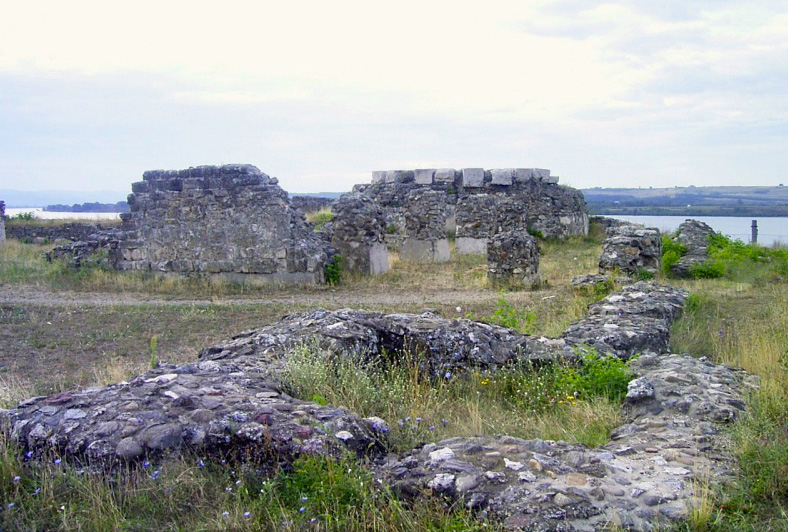
Ruiny rzymskiego miasta Drobeta, w tle płynie Dunaj

W VII wieku p.n.e. Dunajem żeglowali Grecy. Pływali oni z Morza Czarnego do miasta Tomis, w którego miejscu znajduje się dziś Konstanca w Rumunii. Ich rejsy rozpoznawcze kończyły się na wysokości Żelaznej Bramy, gdzie skaliste dno oraz niebezpieczny przebieg powodował, że dla greckich statków podróż dalej w górę rzeki była niemożliwa.

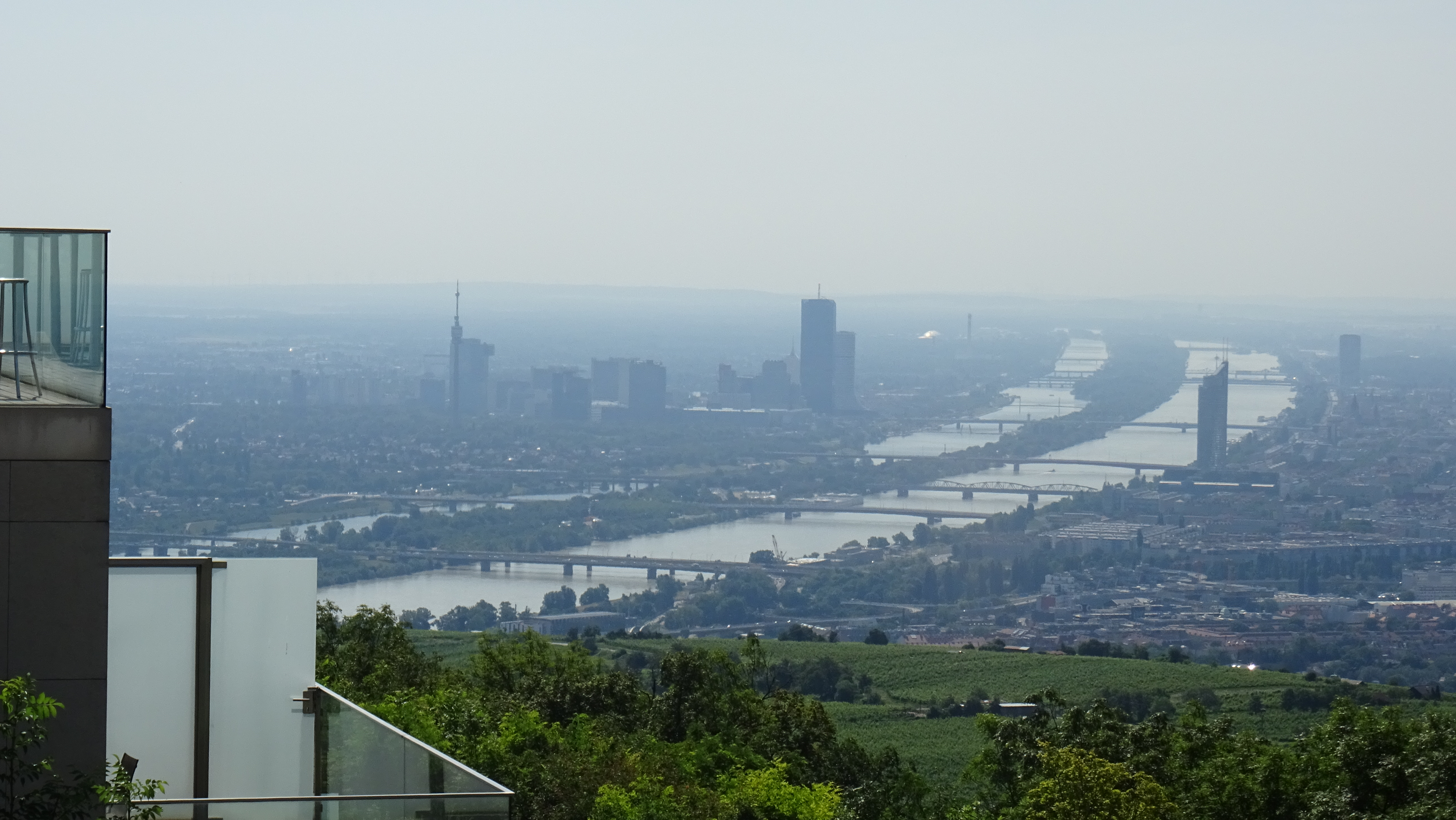
Widok na Dunaj z Kahlenbergu

Za panowania rzymskiego (od roku 29 p.n.e.) Dunaj (niemal od źródła aż do ujścia) tworzył północną granicę między imperium a terenami zamieszkanymi przez ludy barbarzyńskie, będąc jednocześnie szlakiem transportowym dla wojska i drogą zaopatrzenia osad położonych wzdłuż brzegów rzeki. Od roku 37 do okresu rządów cesarza Walentyniana I (364–375) limes wzdłuż Dunaju stanowił poza kilkoma przerwami północno-wschodnią granicę cesarstwa rzymskiego. Przejście Dunaju i wkroczenie do Dacji udało się Rzymianom pod wodzą cesarza Trajana dopiero po dwóch bitwach w latach 102 i 106, po wybudowaniu mostu w 101 r. w pobliżu miasta garnizonowego Drobeta przy Żelaznej Bramie. To zwycięstwo nad Dakami umożliwiło powstanie prowincji Dacji, straconej znów w 271 r.
W IX wieku Dunaj stanowił drogę wędrówki dla azjatyckiego ludu pasterskiego Madziarów, którzy dotarli, przemierzając drogę pod prąd rzeki, poprzez kraj Chazarów do dzisiejszych Węgier i tam utworzyli pod panowaniem Stefana I wspólnie ze słowiańską ludnością tubylczą w ciągu następnych 150–200 lat dzisiejszy naród węgierski.
Podczas I wyprawy krzyżowej w latach 1096–1099 droga armii Gotfryda z Bouillon prowadziła tzw. droga Karola Wielkiego (Route Charlemagne) wzdłuż Dunaju od Ratyzbony do Belgradu. Około 340 lat później – w odwrotną stronę – Dunaj stanowił dogodną drogę dla wojska tureckiego, przemierzającego Europę Południowo-Wschodnią. Rzeka umożliwiła Turkom szybkie poruszanie się – już w 1440 r. prowadzili oni pierwsze bitwy o Belgrad ok. 2000 km od ujścia. Zdobycie miasta udało się jednak dopiero w 1521 r. Kilka lat później (1526) wojska osmańskie rozbiły królestwo węgierskie w bitwie pod Mohaczem. Z powodu śmierci króla Ludwika II Węgry dostały się pod panowanie Austrii Habsburgów. Moment ten zapoczątkował wieloletnie rządy tej dynastii nad Dunajem.
W roku 1529 Turcy dotarli do centrum Europy Środkowej, oblężenie Wiednia zostało jednak odparte. W ten sposób została powstrzymana ekspansja Osmanów wzdłuż Dunaju. Ostateczne rozstrzygnięcia miały miejsce w XVII wieku, kiedy Turcy zostali pokonani w bitwie pod Wiedniem (1683) przez wojska pod dowództwem Jana III Sobieskiego, zaś od bitwy pod Nagyharsány (1687) zaczęli tracić terytorium i panowanie. Wskutek wycofywania się Turków wzrosła w tym okresie rola Austro-Węgier. Oprócz austriackich w rejonie Dolnego Dunaju nadal widoczne były jednak wpływy imperium osmańskiego, aż do ostatecznej straty obszarów na Bałkanach po wojnach rosyjsko-tureckich (1768–1774) oraz I i II wojnie bałkańskiej w latach 1912–1913. Dunaj w tym czasie stanowił nie tylko oś militarną i gospodarczą, ale także polityczną, kulturalną i religijną granicę między Wschodem a Zachodem.
Po II wojnie światowej w roku 1946 podjęto nowe regulacje dotyczące Dunaju, zastępujące ustalenia z Paryża (1921). W konferencji w Belgradzie (1948), podczas której ustawiono tzw. konwencję belgradzką o międzynarodowych aspektach wykorzystania rzeki. W konferencji wzięły udział wszystkie państwa naddunajskie oprócz Niemiec i Austrii. Razem z ustaleniami został podpisany aneks, pozwalający na dopuszczenie Austrii do Komisji Dunajskiej. Republika Federalna Niemiec wskutek zastrzeżeń ze strony radzieckiej przystąpiła do układu dopiero w marcu 1998, prawie 50 lat po konferencji belgradzkiej.

## Etymologia
Niektóre z zamieszczonych tu informacji wymagają weryfikacji.
Dokładniejsze informacje o tym, co należy poprawić, znajdują się w sekcji Ze „zgłoś błąd” dyskusji tej sekcji.
 Po wyeliminowaniu niedoskonałości należy usunąć szablon {{Dopracować}} z tej sekcji.
Rumuńska nazwa Dunaju to Dunărea. W języku bułgarskim, serbskim oraz chorwackim Dunaj to Dunav, w węgierskim Duna, a w polskim, słowackim, rosyjskim, ukraińskim i czeskim – Dunaj. Wszystkie te nazwy znajdują swe źródło w łacińskim słowie Danubius, oznaczającym rzymskiego boga rzek. W niemieckiej wersji nazwy (Donau) końcówka au wywodzi się z germańskiego ouwe (rzeka). Rdzeń /d-n/ istniał już w języku praindoeuropejskim. Niewykluczone jest jednak, że nazwa Dunaju, tak jak i innych rzek (np. Dniepr, Dniestr, Doniec i Don), ma pochodzenie irańskie lub celtyckie, nadane przez mówiących językami irańskimi Scytów lub Sarmatów, albo wywodzących się z Europy Wschodniej Celtów. Dokładna analiza etymologii słowa jest trudna, gdyż zarówno w celtyckim, jak i w staroirańskim (awestyjskim) istnieje wyraz Danu (rzeka), a oba plemiona przedzierały się w kierunku Donu i Dunaju. Współczesna niemiecka nazwa Donau funkcjonuje od 1763 roku; wcześniejsze źródła podają nazwę Tonach albo Donaw.
Istniało także oddzielne łacińskie oznaczenie dolnego Dunaju – Hister (Ister), z greckiego Ἴστρος (Ístros). Wiele miast położonych nad Dunajem przyjmowało nazwy ad Istrum (nad Istrem), np. Nicopolis ad Istrum.
Hezjod podaje tę nazwę jako imię syna Okeanosa i Tetydy (Teogonia 339), odnosi się je również do celtyckich słów ys (szybki, rwący) oraz ura (woda, rzeka). Według innej interpretacji ys oznacza jednocześnie wysoko i nisko, wyrażając w ten sposób pojęcie pionu. Na terenach wcześniejszego osadnictwa Celtów wywodzi się od tego słowa również inne nazwy rzek:
- Izera (Czechy),
- Isère (Francja),
- Isel (Austria),
- IJssel (Holandia),
- Isarco (Włochy),
- Izara (Niemcy).

Hans Bahlow, autor pracy Deutschlands geographische Namenswelt (Świat nazw geograficznych Niemiec), wyszedł z założenia, że nazwa może pochodzić od cząstek es, as lub os (bagno). To mogłoby także wynikać z tego, iż rzeka Isère we Francji jest faktycznie bardzo grząską rzeką, tak jak i niegdyś Izara na południe od Monachium. Dalsze interpretacje wskazują także na prawdopodobny indoeuropejski rdzeń es bądź is, mogący oznaczać płynącą wodę.

## Dunaj w kulturze
Druga co do długości europejska rzeka pozostawiła trwałe ślady w kulturze państw nadbrzeżnych i dalszych. Oprócz licznych sag i legend także pisarze zajmowali się Dunajem – począwszy od Owidiusza, który w Żalach 3,10 opiewał wrażenie, jakie zrobiła na nim zamarznięta rzeka, i kończąc na Claudio Magrisie i Péterze Esterházym, podejmującymi temat pod koniec XX wieku. Najsłynniejszy oddźwięk w kulturze Dunaj znalazł w muzyce – w walcu Nad pięknym modrym Dunajem pióra Johanna Straussa (syna) (skomponowanym i wykonywanym pierwotnie do innego tekstu). Innym dosyć popularnym walcem nawiązującym do rzeki jest utwór Fale Dunaju rumuńskiego kompozytora Iona (Iosifa) Ivanovici.

## Ochrona przyrody i ekologia
Przez setki kilometrów Dunaj przemierza wiele krajobrazów i stref klimatycznych, zmieniając często swój charakter, czemu odpowiada różnorodna flora i fauna. Mimo wielokrotnej, czasem bardzo silnej ingerencji człowieka Dunaj na wielu odcinkach jest wyjątkowo bogaty w gatunki, co w znacznym stopniu przyczynia się do objęcia ochroną szczególnie wrażliwych obszarów.

### Fauna Dunaju

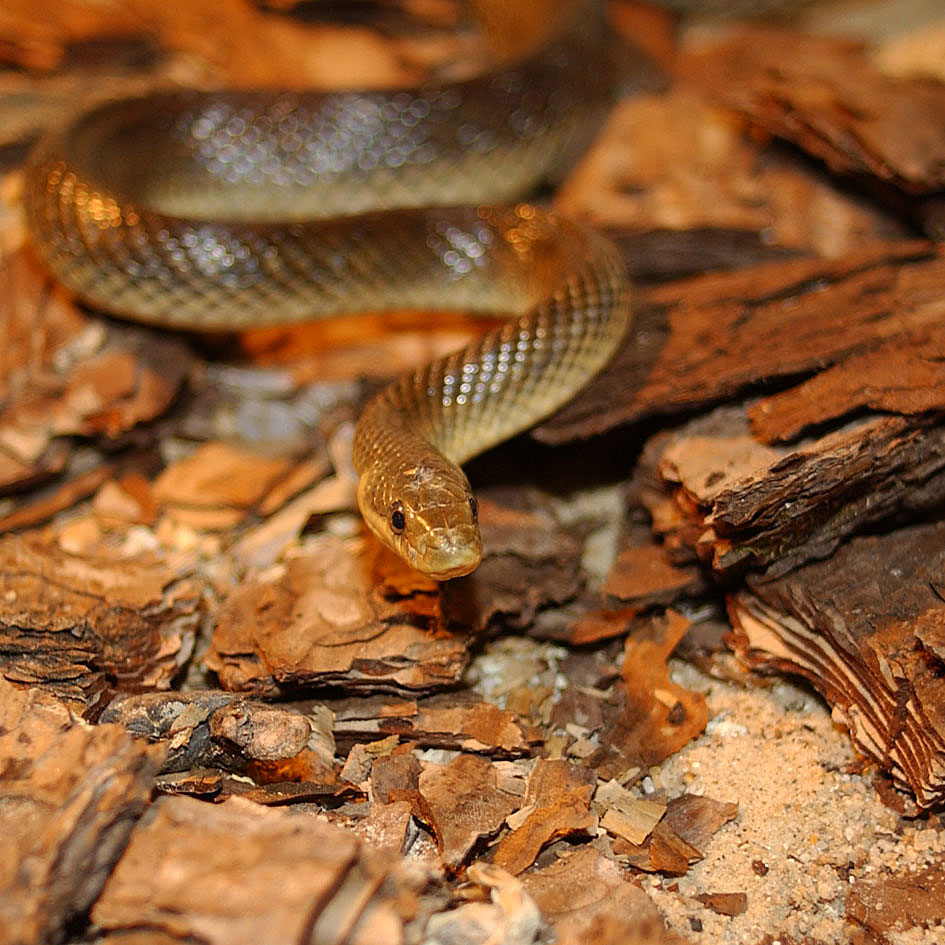
Wąż Eskulapa (Elaphe longissima)

Ogółem nad Dunajem gniazduje ponad 300 gatunków ptaków. Dunaj jest jedną z najważniejszych europejskich dróg wędrówek ptaków. Przyległe obszary stanowią często ważne miejsca do zimowania, gniazdowania i wylęgu dla takich gatunków, jak puchacz, zimorodek, bielik, bocian czarny, kania czarna i pustułka. Szczególnie wyróżniają się rezerwaty Donauauen i Kopački rit, ale przede wszystkim delta Dunaju.
Łęgi naddunajskie, obszar przecięcia regionów Jeziora Nezyderskiego, Dunaju i Morawy, przede wszystkim w zimie chronią dużą liczbę gatunków ptaków, jak gęsi, rybitwy, tracz nurogęś, gągoły, siewkowe, kaczki krzyżówki, a także wiele rzadkich gatunków, jak orlik grubodzioby, rybołów czy łabędź krzykliwy.
Także park krajobrazowy Kopački rit na północnym wschodzie Chorwacji, będący nienaruszonym obszarem bagiennym u ujścia Drawy do Dunaju, jest jednym z ważniejszych obszarów zimowania; gniazduje tutaj ponad 260 gatunków ptaków, a wśród nich rzadkie, jak bielik. Wiele innych gatunków wykorzystuje go do odpoczynku i zimowania.
Dla świata ptaków Dunaju najważniejsza jest delta, centralny europejski punkt wędrówek i równocześnie strefa wymiany fauny europejskiej i azjatyckiej. Ponad 300 gatunków ptaków tutaj odpoczywa, zimuje lub gniazduje, wśród nich są pelikany, czaple, warzęchy, sokoły, jak też bardzo rzadka bernikla rdzawoszyja.
W Dunaju żyje ponad 180 gatunków ryb. Typowe ryby dunajskie to brzana, bieługa, świnka, kleń, jelec, leszcz, karp, krąp, szczupak, sandacz, okoń, węgorz, boleń, głowacica, sterlet i sum, jak też różanka, kiełb, misgurnus i czop, przy czym jesiotry, inaczej niż przed budową stopnia wodnego w Żelaznych Wrotach, występują nie dalej niż do Wiednia. Niektóre endemiczne gatunki występują tylko w Dunaju lub jego dopływach, jak na przykład minóg dunajski. Dzięki wzmożonej ochronie krajobrazu i rekultywacji przyległych do Dunaju obszarów, szczególnie w Niemczech i Austrii, mogły znowu osiedlić się rzadkie gatunki ryb. Tak było z uznawaną od 1975 za wymarłą muławką bałkańską (Umbra krameri), spokrewnioną ze szczupakiem, która w 1982 została odnaleziona i osiedlona ponownie w ramach programu reintrodukcji gatunku.
Nad rzeką zadomowione są takie gatunki ssaków jak kuna domowa, kuna leśna, łasica pospolita, borsuk europejski, czy też żbik, bóbr i wydra. W delcie żyje między innymi norka europejska, wydra europejska, tchórz stepowy i suseł. Prócz tego nad Dunajem spotykamy wiele ostoi płazów i gadów, takich jak wąż Eskulapa, jaszczurka zielona, jaszczurka murowa, zaskroniec zwyczajny, gniewosz plamisty, jaszczurka zwinka, żółw grecki i błotny oraz endemity, jak traszka naddunajska (Triturus dobrogicus). Obszarem szczególnie zasobnym w gatunki jest delta.

### Flora Dunaju
Ważnymi gatunkami drzew łęgów topolowo-wierzbowych są topola biała (Populus alba) i wierzba biała (Salix alba), w górnym biegu rzeki również olsza szara (Alnus incana). Wśród drzew łęgów jesionowo-wiązowych godnym wzmianki jest jesion wąskolistny (Fraxinus angustifolia), który występuje w dół od Wiednia, do kolejnych należą wiąz pospolity i szypułkowy oraz dąb szypułkowy. W Dunaju znajdują się też rzadkie rośliny wodne, jak aldrowanda pęcherzykowata.

### Parki narodowe i rezerwaty

#### Park Natury Górnego Dunaju

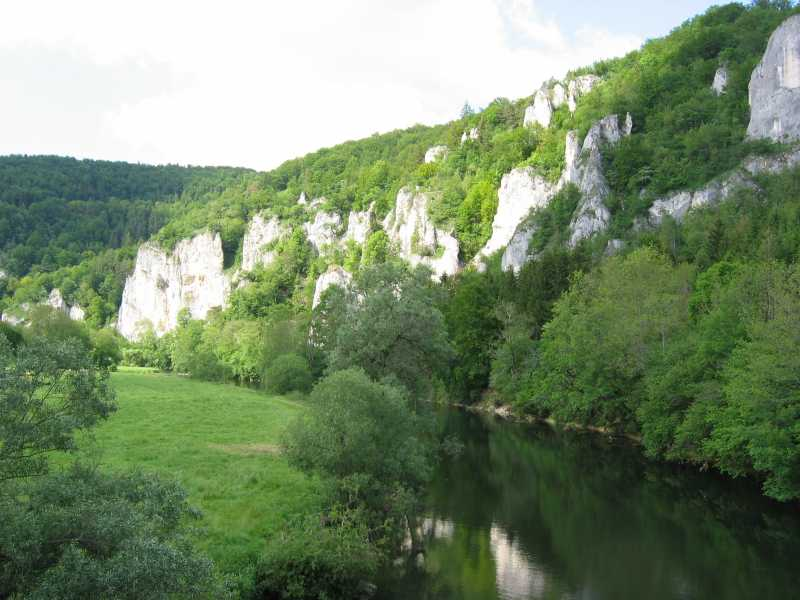
Przełom Dunaju przez Jurę Szwabską

Pomiędzy Immendingen i Ertingen rzeka przepływa przez Park Natury Górnego Dunaju. Skały przełomu Dunaju należą do niewielu naturalnie zalesionych stanowisk roślinnych w Niemczech. Tutejsze bardzo suche podłoże i duże amplitudy temperatur pozwoliły utrzymać się wielu światłolubnym gatunkom roślin, częściowo będącym reliktami epoki lodowcowej. W ten sposób doszło do powstania w parku krajobrazowym kombinacji flory śródziemnomorskiej, alpejskiej i tundry. Z prawie 750 gatunkami roślin, w tym niektórymi zagrożonymi lub zagrożonymi wyginięciem, jest to jeden z najbogatszych w gatunki roślin regionów Badenii-Wirtembergii, ochroniony od dalszego wpływu człowieka.

#### Rezerwat Donauleiten
Rezerwat Donauleiten leży między Pasawą i Jochenstein, na lewym, północnym brzegu Dunaju. Położony jest na stromo przełamanej krawędzi, na której Las Bawarski wznosi się o ok. 100 metrów w stosunku do osadów molasy przedgórza alpejskiego. Dzięki południowej ekspozycji nagrzewają się granity i gnejsy zakola Dunaju, co powoduje powstanie klimatu zbliżonego do śródziemnomorskiego – dlatego też w tej wyspie klimatycznej mimo pogorszenia klimatu ostatniego polodowcowego okresu gorącego przeżyło wiele gatunków.
Rezerwat uchodzi za najważniejsze miejsce występowania węży Eskulapa (mających do 2 m długości, o czarno-zielonej barwie). Warta uwagi jest obfitość owadów: często mogą być zauważone paź królowej, paź żeglarz i mieniak tęczowiec. Występują tu również pojedyncze białe i czarne niepylaki apollo. Na podłożu mieszaniny nieżyznych, raczej kwaśnych suchych stanowisk na stromych zboczach oraz wilgotniejszych lasów liściastych i dębowych, w próchnicy skalistych tarasów występuje różnoraka flora, np. cyklameny, chlorofitum, naparstnice purpurowe i żółte, wawrzynki i orchidee takie jak storczyk męski i buławnik. Jednakże intensywne użytkowanie przez gospodarkę leśną i rolną jest przyczyną silnego zmniejszania się terenu występowania tych gatunków. W łęgach znajdują się stanowiska storczyków, występujących w miejscach osłoniętych od wiatru przypominających kotły, których położenie jest przyczyną powstawania bardzo suchego i gorącego mikroklimatu, sprzyjającego tym ciepłolubnym roślinom.

#### Park Narodowy Donau-Auen

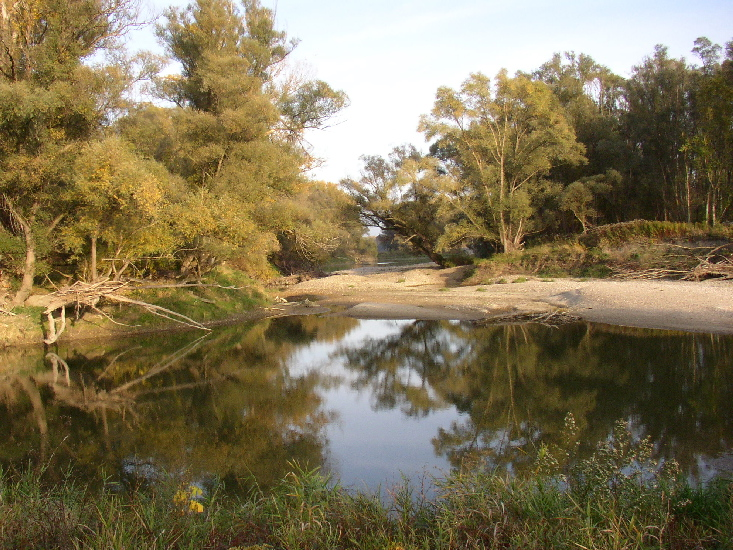
Łęgi naddunajskie

Jednym z największych obszarów zalewowych Europy Środkowej są łęgi naddunajskie (Donau-Auen) koło Hainburga w pobliżu Wiednia. Park narodowy rozpościera się od wyspy Lobau (znajdującej się w granicach Wiednia) do ujścia rzeki Morawy. Żyje w nim około 70 gatunków ryb, 30 ssaków i 100 ptaków.
Powstanie Parku Narodowego Donau-Auen nie zostało zainicjowane przez rząd austriacki, lecz przez protesty obywatelskie przeciwko planowanej budowie elektrowni wodnej w latach 1983/1984, które uratowały łęgi przed zniszczeniem. Stało się to dzięki spektakularnej okupacji Łęgów Hainburskich przez kilka tysięcy osób i podpisaniu petycji obywatelskiej przez ponad 350 tysięcy ludzi. Te działania obywatelskie uchodzą za moment powstania austriackiej Partii Zielonych. W 1996 na terenie łęgów utworzono park narodowy.
Dzisiaj parkowi narodowemu zagraża planowana droga ekspresowa przez Lobau. Ma ona w dużej części przebiegać tunelem pod parkiem narodowym, jednak z dużą liczbą budowli nadziemnych. Może to spowodować zniszczenie systemu wodnego ważnego dla łęgów naddunajskich.

#### Park Narodowy Dunaj-Ipola na Węgrzech
Park Narodowy Dunaj-Ipola (węg. Duna-Ipoly Nemzeti Park) obejmuje wzgórza Börzsöny, Pilis i Wyszegrad, lewy brzeg rzeki Ipola, wyspę Szentendre i lewy brzeg Dunaju z centrum w Zakolu Dunaju. W tym parku narodowym stwierdzono istnienie około dwóch tysięcy gatunków roślin (w tym endemicznego lnu dolomitowego) i kilku tysięcy gatunków zwierząt.
Na Węgrzech położony jest także Park Narodowy Dunaj-Drawa.

#### Park przyrodniczy Kopački rit
Park przyrodniczy Kopački rit leży w Chorwacji u ujścia Drawy do Dunaju. Nienaruszone bagna, torfowiska i łęgi są ostoją wielu gatunków zwierząt i roślin, w tym 260 gatunków ptaków. W licznych odnogach żyje 40 gatunków ryb. Park przyrodniczy Kopački rit jest nominowany do listy światowego dziedzictwa UNESCO.

#### Specjalny Rezerwat Przyrody Deliblatska peščara

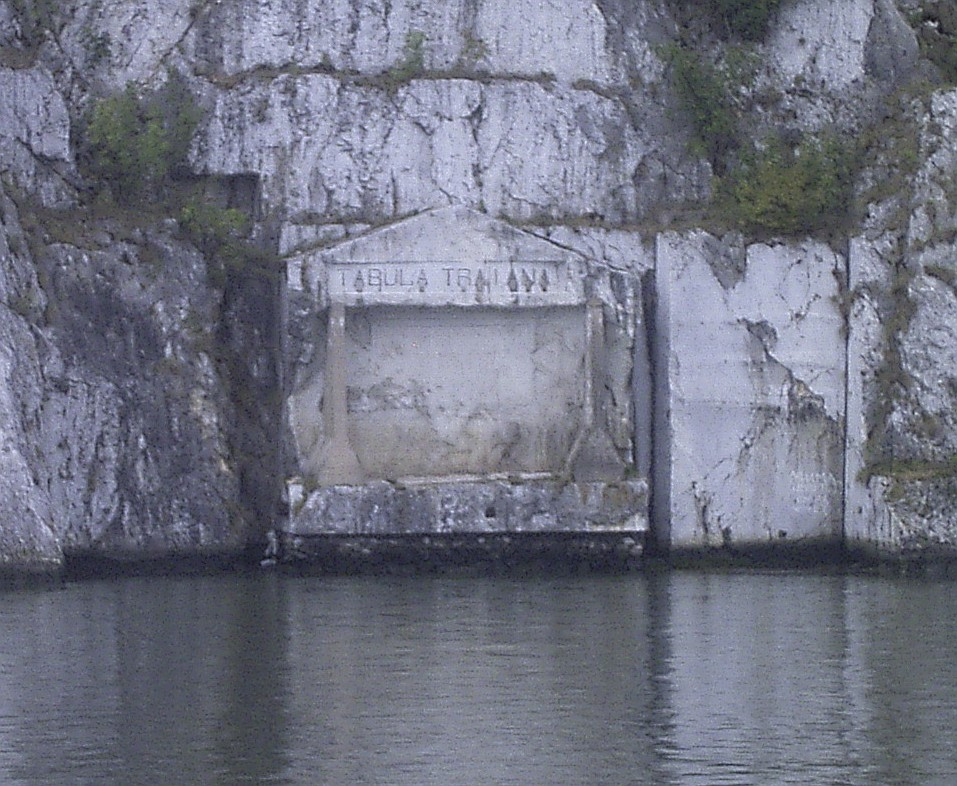
Tabula Traiana

Specjalny Rezerwat Przyrody Deliblatska peščara znajduje się w Serbii, w okręgu południowobanackim w autonomicznej prowincji Wojwodina. Rozciąga się między Dunajem, Karpatami Południowymi i rzeką Temesz przez ponad 354 km i ma powierzchnię ponad 30 tys. hektarów. Rezerwat stanowi obszar półpustynny zapełniony przez wydmy piaskowe o unikalnej w Europie orografii, florze i faunie. Dlatego też potocznie po serbsku jest nazywany Evropska Sahara (europejska Sahara). Na początku XIX w. wydmy piaskowe zostały obsadzone akacjami i innymi drzewami. Obecnie ponad połowa piaszczystego krajobrazu jest pokryta roślinami, a niektóre części stanowią tereny sezonowych polowań. Rozmiary gór piaskowych o wysokości względnej ponad 200 m oraz stale zmieniająca się barwa kwitnących roślin stwarzają, że wydmy są często odwiedzane przez turystów.

#### Park Narodowy Đerdap
Park Narodowy Đerdap rozciąga się wzdłuż Dunaju w Serbii od miasta Golubac aż do małej gminy Tekija na długości ponad 100 km, zajmując ponad 63 680 hektarów powierzchni. Główną atrakcją parku są olbrzymie jary i przesmyki, którymi w parku płynie Dunaj. Największy przesmyk nazywa się Đerdapska klisura, jest on też największy w Europie. Trzeciorzędowa flora, rośliny i fauna tworzą wyjątkowość rezerwatu. Potwierdza ją również ponad 1100 gatunków roślin, niedźwiedzie, rysie, wilki, szakale pręgowane, czarne bociany i kilka gatunków sów, które tu można znaleźć.
Obszar ten był stale zamieszkiwany przez ludzi, co pozostawiło rozliczne ślady. Lepenski Vir, Tabula Traiana i most Trajana są tylko niektórymi z ważniejszych znalezisk archeologicznych w tym parku narodowym. Do tej pory nieodkryte znaleziska znajdują się na dnie olbrzymiego zalewu przy Żelaznych Wrotach. Wiele odkopanych obiektów można zwiedzić w muzeum Lepenski Vir.
Pozostałe serbskie parki narodowe wzdłuż Dunaju to: Specjalny Rezerwat Przyrody Gornje Podunavlje i Park Narodowy Fruška gora.

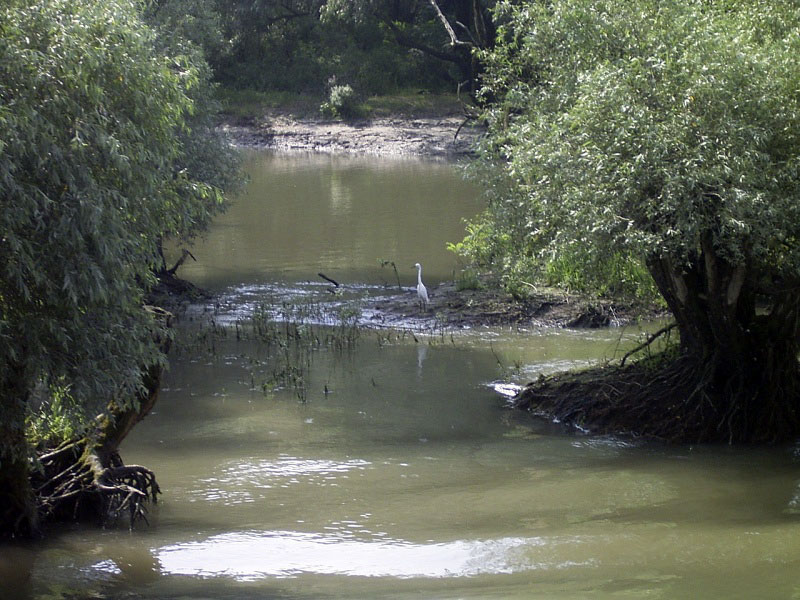
Odnoga Dunaju w delcie

#### Rezerwat Biosfery Delty Dunaju
Delta Dunaju w Rumunii jest obszarem, na którym Dunaj uchodzi do Morza Czarnego i po delcie Wołgi drugą co do wielkości deltą rzeczną w Europie. Składa się z trzech głównych odnóg oraz licznych odnóg bocznych, szuwarów, pływających wysp, starorzeczy i jezior oraz lasów łęgowych, ale też suchych biotopów na wydmach. Niedaleko przed Tulczą prąd dzieli się na dwie odnogi (Kilię i Sulinę), które płyną odpowiednio do Kilii i Tulczy, za którą rzeka rozdziela się na kolejne dwie odnogi prowadzące do miejscowości o tych samych nazwach: do Suliny i Sfântu Gheorghe. Przy Tulczy przepływ rzeki wynosi 6400 m³/s. 60% wody płynie dalej Kilią, 18% Suliną, a ok. 20% odnogą Święty Jerzy (Sfântu Gheorghe). Zajmujący powierzchnię 3446 km² ekosystem jest największym w Europie obszarem podmokłym, zaliczanym do największych na świecie zwartych trzcinowisk. Żyje tu ponad 4 tys. gatunków zwierząt i ponad 1 tys. gatunków roślin. Stare, wysokie lasy galeriowe z dębami, wierzbami i topolami okalają brzegi delty Dunaju.

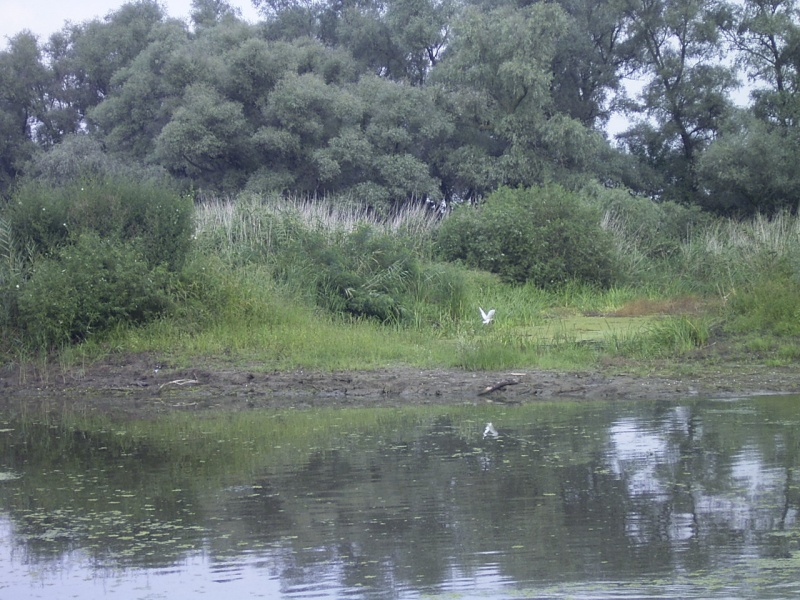
Brzegi delty Dunaju

W 1991 UNESCO uznała deltę Dunaju za część światowego dziedzictwa i odtąd jest ona rezerwatem biosfery. 5 czerwca 2000 rządy Rumunii, Bułgarii, Mołdawii i Ukrainy porozumiały się w sprawie ochrony i renaturyzacji obszarów podmokłych na odcinku około 1000 km wzdłuż biegu Dunaju. W ten sposób ten „zielony korytarz” stał się największym transgranicznym obszarem chronionym w Europie.
Po przełomie tysiąclecia obszar delty stał się rozwijającym celem turystyki. Tylko między majem a czerwcem 2004 było tu prawie 54 tysiące gości, co stanowiło prawie pięćdziesięciokrotny wzrost w porównaniu z rokiem ubiegłym.
Organizacja International Friends of Nature uznała deltę Dunaju za krajobraz roku na lata 2007–2009.

### Silne zagrożenia ekologiczne
Podobnie jak inne rzeki, tak i Dunaj od początku industrializacji spotkało wiele ludzkich ingerencji. Tylko 20% obszarów zalewowych istniejących w XIX wieku ostało się do dzisiaj i tylko ok. połowa biegu rzeki może być dzisiaj określana jako bliska natury.
Oprócz wzrastającego zanieczyszczenia pochodzącego z przemysłu, rolnictwa, turystyki i odprowadzania ścieków, jak też regulacji przez jazy, tamy, stopnie spiętrzające i kanały, głównie w Niemczech i Austrii powstają duże projekty niszczące przestrzeń życiową Dunaju. Międzynarodowa ochrona jest trudna do realizacji, gdyż wszystkie 10 krajów chce gospodarczo wykorzystać rzekę i uzyskać korzyści związane z położeniem geograficznym.

#### Elektrownia „Żelazna Brama”

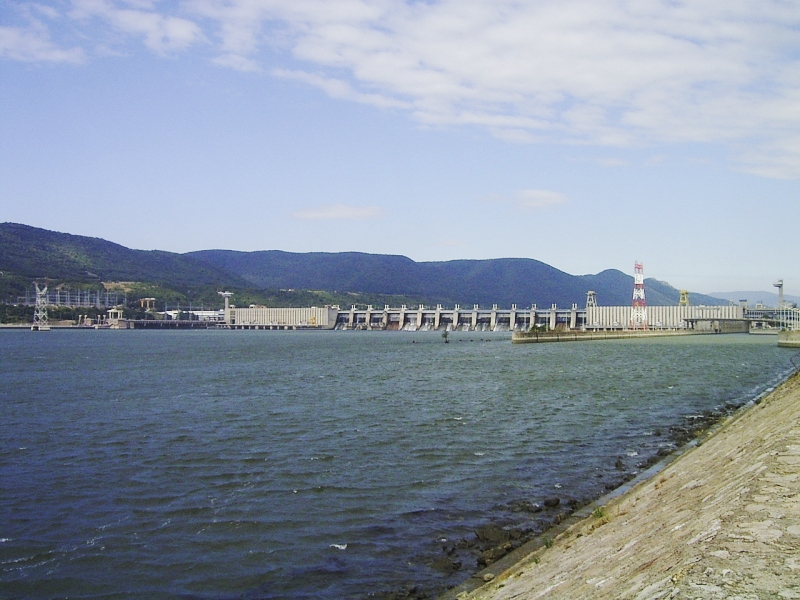
Tama „Żelazna Brama”

W 1964 ówczesna Jugosławia i Rumunia rozpoczęły budowę elektrowni wodnej położonej między Karpatami Południowymi a Górami Wschodnioserbskimi, na granicy Rumunii i Serbii. Elektrownię otwarto w roku 1972. Zapora z dwiema śluzami spowodowała powstanie długiego na 150 km zalewu, w którym poziom lustra wodnego został podniesiony o 35 m. Poza pozyskaniem energii została też przebudowana droga wodna na Dunaju, co ułatwiło żeglugę na rzece dzięki wysadzeniu katarakty.
Z powodu zalania jeziora, którego odnoga sięga do Belgradu, musiano między innymi przenieść części miasta Orszowa oraz pięć wsi, zaś zamieszkana od 1669 przez Turków wyspa Ada-Kaleh została zalana. Większość Turków opuściła Rumunię i przeniosła się do Turcji. Ogółem musiało zostać przesiedlone 17 tys. ludzi, a miejsca o niemałym znaczeniu kulturalnym zostały zagrabione przez wodę. Wybudowanie tamy miało konsekwencje także dla środowiska naturalnego, gdyż jesiotry nie mogą płynąć teraz na tarło w górę Dunaju.
Obiekty flory i fauny, jak również artefakty geomorfologiczne, archeologiczne i kulturowo-historyczne, w celu ograniczenia strat kulturowych i ekologicznych zostały zachowane w dwóch parkach narodowych i muzeach: w Serbii w Parku Narodowym Ðerdap i w Rumunii w Parku Narodowym Portile de Fier, założonym w 2001 na powierzchni 115 655 hektarów.

#### Gabčíkovo-Nagymaros
Traktatem w Budapeszcie 16 września 1977 ówczesna Czechosłowacja i Węgry porozumiały się w sprawie budowy olbrzymiej zapory między Gabčikovem w pobliżu Bratysławy a Nagymaros na Węgrzech. Pierwsze plany takiego projektu sięgały roku 1946.
Przed rozpoczęciem budowy eksperci węgierscy i częściowo austriaccy formułowali obawy przed niszczącym wpływem inwestycji na pobliskie austriackie łęgi naddunajskie, krajobraz i obszary zamieszkane wzdłuż granicy słowacko-węgierskiej. Innym problemem była kwestia zaopatrzenia Budapesztu w wodę. Od 1983 prace zostały spowolnione, zaś w 1984 w Budapeszcie powstał Duna Kör („Koło Dunajskie”) – ruch społeczny na rzecz ochrony rzeki. Ruch ten, postrzegany niekiedy jako zalążek węgierskiej opozycji, zaowocował silnym sprzeciwem ludności. 140 tysięcy osób podpisało petycję przeciwko zaporze, a w 1988 doszło do demonstracji około 40 tys. osób przed węgierskim parlamentem. W wyniku zmian w bloku wschodnim Węgry w 1989 r. pod naciskiem ludności wycofały się z projektu.
Czechosłowacja, a od 1993 Słowacja, prowadziły nadal budowę elektrowni w innym miejscu, w 1997 roku ponownie pozywając Węgry przed Międzynarodowy Trybunał Sprawiedliwości z żądaniem wywiązania się ze zobowiązań traktatu budapeszteńskiego z 1977 r. Węgry zarzuciły Słowacji, że zostały częściowo pozbawione wody rzeki granicznej przez nowo wybudowany sztuczny Kanał Gabčikovo. Trybunał orzekł, że państwa nadal wiąże traktat z 1977 i powinny one spełnić jego warunki. Odpowiednie porozumienie nie zostało do dzisiaj osiągnięte. Ciąży to nadal na stosunkach między Węgrami i Słowacją.

#### Port Giurgiulești

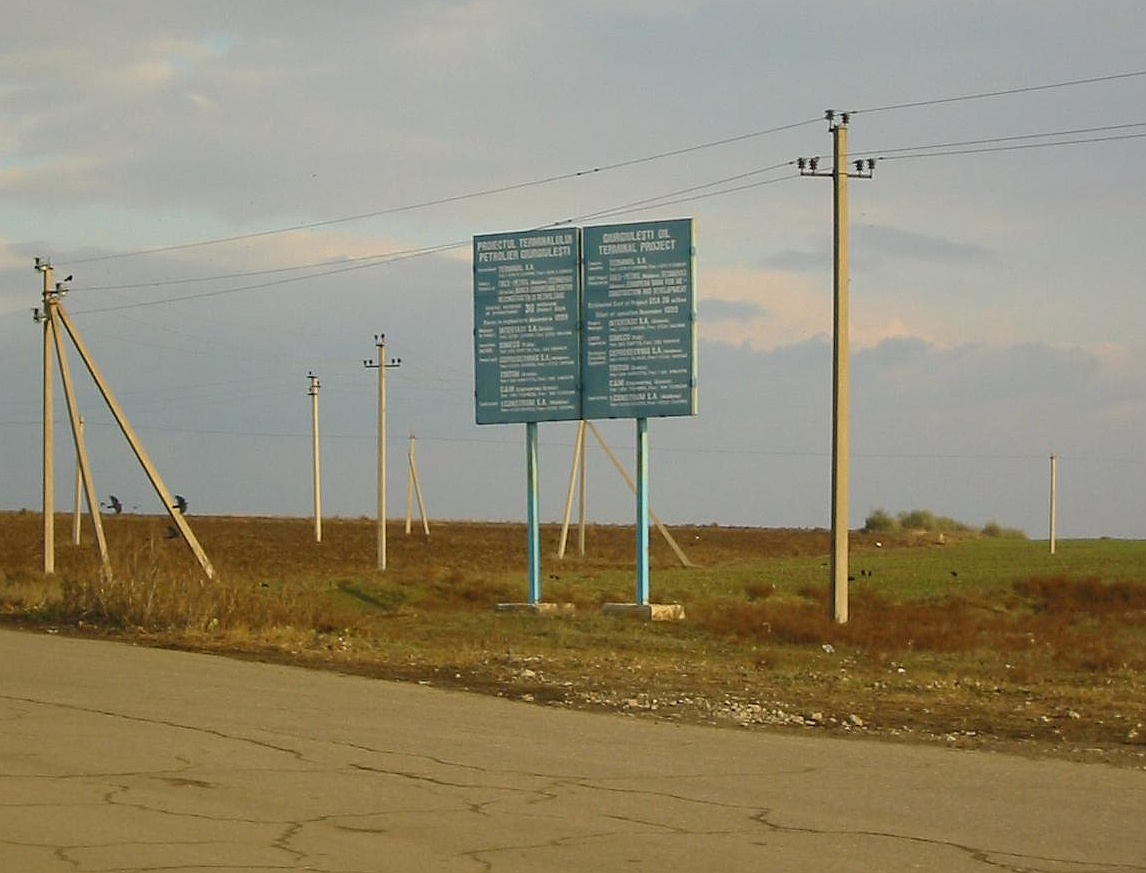
Giurgiulești Projekt terminal ropy naftowej

W 1995 rząd mołdawski powołał Terminal S.A., joint venture z udziałem greckim, w celu wybudowania na swoim odcinku brzegu w pobliżu Giurgiulești terminalu połączonego z rafinerią ropy naftowej. W 1996 Europejski Bank Odbudowy i Rozwoju udzielił kredytu na ponad 19 mln dolarów, przez co uzyskał 20% udziału w inwestycji. 41% udziału należy do mołdawskiego Tirex-Petrol, a 39% do greckiego Technovax. Kamień węgielny pod budowę został położony w listopadzie 1998, jednak od tego czasu projekt posuwał się bardzo powoli. Jednocześnie rząd mołdawski próbował sprzedać swój udział. Do 2003 zainteresowanie okazywały przede wszystkim Rosja i Azerbejdżan.
Ponieważ obszar inwestycji jest położony nieopodal delty Dunaju, obszarowi chronionemu zagraża ujemny wpływ wnoszonych zanieczyszczeń, zwłaszcza w wypadku awarii dostających się tam szybko i bez rozcieńczenia. Plany te doprowadziły do protestów organizacji ekologicznych, są jednak nadal konsekwentnie realizowane przez rząd mołdawski.

#### Kanał Bystre
27 sierpnia 2004 w małym ukraińskim mieście Wyłkowe został ponownie otwarty Kanał Bystre. Ponieważ prowadzi on przez obszar chronionych wód delty Dunaju i może doprowadzić przez obniżenie lustra wody do nieodwracalnego zniszczenia rzadkich gatunków flory i fauny, powoduje protesty organizacji obrońców środowiska, rządu rumuńskiego i Europejskiej Agencji Środowiska. Rząd ukraiński odpiera zarzuty, twierdząc, że protesty są spowodowane przede wszystkim interesem gospodarczym Rumunii, która do tej pory miała pewien rodzaj monopolu na drodze wodnej do Morza Czarnego, uznaje je za „wtrącanie się w sprawy wewnętrzne” i kontynuuje prace mimo zarzucanej szkodliwości.

## Dunaj jako obszar gospodarczy

### Użytkowanie wody

#### Woda do picia
Dunaj jest najważniejszym źródłem wody do celów spożywczych dla około 10 mln ludzi. W Badenii-Wirtembergii zaopatruje w nią cały obszar między Stuttgartem, Bad Mergentheim, Aalen oraz powiatem Alb-Donau, wykorzystując na przetworzenie 30% wody Dunaju (2004: 30 mln m³). Również miasta Ulm i Pasawa większość wody Dunaju zużywają w celach spożywczych.
Austria około 99% wody do celów komunalnych pozyskuje z wód podziemnych i źródeł, dlatego tylko bardzo rzadko, na przykład w okresie suszy, woda Dunaju jest pozyskiwana w tym celu. Również na Węgrzech około 91% wody do celów komunalnych stanowią wody podziemne. Także pozostałe państwa w środkowym biegu Dunaju rezygnują z wykorzystania wody Dunaju do picia ze względu na jej duże zanieczyszczenie. Dopiero miejscowości nad Dunajem w Rumunii, gdzie woda staje się znowu czysta, czerpią wodę do spożycia z rzeki (Drobeta-Turnu Severin, delta Dunaju).

#### Energetyka
Energia pięciu krajów naddunajskich w istotnej części pochodzi z elektrowni wodnych na Dunaju. Są to Niemcy, Austria, Słowacja, Serbia i Rumunia. Inne państwa porzucają plany budowy z powodu braku całkowitej kontroli terytorium wzdłuż Dunaju, potrzebnej do wykonania samodzielnej inwestycji (Chorwacja, Bułgaria, Mołdawia i Ukraina mają dostęp tylko do jednego brzegu rzeki). Gdzie indziej budowa zapory jest niemożliwa ze względów politycznych, jak na Węgrzech, albo bieg Dunaju jest zbyt łagodny do tego celu, jak na Ukrainie.
W Niemczech pierwsze elektrownie wodne zostały zbudowane pod koniec XIX wieku; powstawały nie tylko na obszarze górnego biegu Dunaju, ale też m.in. koło Ulm. Jednak Dunaj jako dostawca energii nigdy nie uzyskał takiego znaczenia, jak w niższym biegu, gdyż w porównaniu z tymi rejonami jest słaby i ubogi w energię.
W Austrii sytuacja jest zupełnie inna, gdyż budowę pierwszej elektrowni wodnej Ybbs-Persenbeug zaczęto stosunkowo późno, bo w 1953. Dzisiejsza Austria ma w Europie po Islandii i Norwegii największy udział w wykorzystywaniu energii wodnej. Przoduje również w obszarze Dunaju, pozyskując ogółem około 20% zapotrzebowania energii w elektrowniach wodnych zrzeszonych w spółce Österreichische Donaukraftwerke. Rozwój ten ma jednak też swoje wady: monokultura oparta na energii wodnej, skoncentrowana w Austrii przede wszystkim nad Dunajem (niemal cały bieg Dunaju na terenie Austrii obudowany jest elektrowniami), zmienia bieg i prędkość przepływu rzeki i wpływa tym samym na regularne podmoczenia wartościowych ekologicznie nadbrzeżnych lasów. Stopnie wodne stanowią też bariery dla ryb i innych zwierząt, które nie mogą się już poruszać swobodnie w rzece.
Na Słowacji energia wodna z 16% udziału stanowi drugie źródło energii po węglu brunatnym. Największa część (11% sumarycznej produkcji energii elektrycznej) pochodzi z Elektrowni Gabčíkovo, planowanej pierwotnie jako część podwójnego stopnia wodnego Gabčíkovo-Nagymaros we współpracy z Węgrami. Z planów jednak wycofali się Węgrzy i zostały one zakończone samodzielnie przez stronę słowacką.
Do dziś największa elektrownia wodna w Europie przy Żelaznej Bramie została uruchomiona po 8 latach budowy w roku 1972 wspólnie przez Jugosławię (dziś Serbię) i Rumunię. Do dzisiaj energia wodna stanowi jedno z najistotniejszych źródeł energii obu państw – 37,1% w Serbii i 27,6% w Rumunii.

### Żegluga

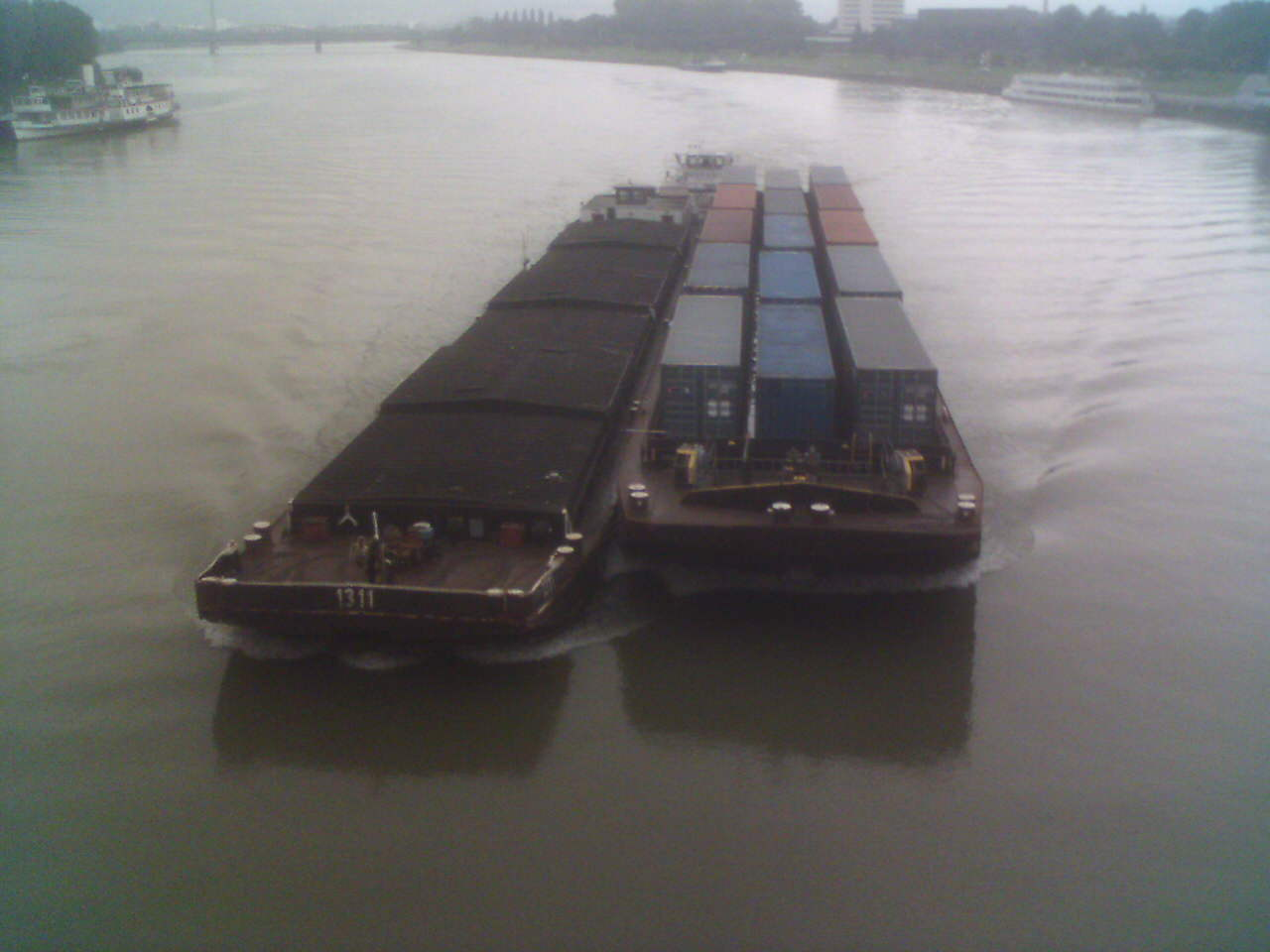
Pchacz transportujący kontenery na Dunaju w Linzu

Od Ulm Dunaj jest żeglowny dla pojazdów wielkości klasycznej Ulmer Schachtel (do 2 t ładunku). W tym celu na rzece między Ulm a Kelheim na wszystkich progach wodnych występują śluzy wielkości 4 × 22 m. Ten odcinek Dunaju jest drogą wodną landu (Landeswasserstraße), możliwą do pokonania zmotoryzowanymi pojazdami jedynie ze specjalnym pozwoleniem. Publiczną drogą ruchu (Bundeswasserstraße w Niemczech), dostępną również dla większych statków, Dunaj jest dopiero od miasta Kelheim (prawie 500 km od źródła) przez całe 2415 km aż do ujścia. Kanał Ren–Men–Dunaj, uchodzący do Dunaju przy Kelheim, uzupełnia ciągłą drogę wodną od Morza Północnego przez Ren i Men aż do Morza Czarnego.
Z punktu widzenia żeglugi dunajskiej rzeka jest podzielona na trzy odcinki:
- Górny Dunaj z Kelheim do miejscowości Komárom/Komárno na granicy słowacko-węgierskiej,
- Środkowy Dunaj z Komarom/Komarna do Drobeta-Turnu Severin w Rumunii, w pobliżu Żelaznej Bramy,
- Dolny Dunaj z Drobeta-Turnu Severin do ujścia.

#### Historyczna żegluga na Górnym Dunaju
Dunaj stanowi jeden z najstarszych i najbardziej znaczących europejskich szlaków handlowych. Już we wczesnych czasach historycznych rzeka służyła jako droga transportu towarów takich jak np. futra, które były przewożone za pomocą prostych tratw. Żegluga dunajska istnieje od czasów imperium rzymskiego, choć aż do nowożytności łodzie często bywały jednorazowego użytku – po długiej i wtedy jeszcze niebezpiecznej drodze osiągały port docelowy i były tam demontowane i sprzedawane jako drewno do stosowania w budownictwie. Jeśli powolna droga powrotna mogła być nie dość dochodowa, unikano jej. Z tego powodu charakterystyczne dla żeglugi dunajskiej były proste konstrukcje statków, które poruszały się w biegu górnym od Ulm (oraz na Innie od Hall w Tyrolu) i redukowały zużycie drewna w porównaniu z budową tratw. Większe pojazdy o długości do ok. 30 m i ładowności 2 ton, tzw. Kelheimer lub Ulmer Ordinarischiffe, niekiedy były ciągnięte w górę rzeki z co kosztowniejszym ładunkiem jak wino, sól itp. Zazwyczaj jednak ciągnięto pod prąd jedynie niewielkie łodzie razem z dobytkiem ich właścicieli.
Przez tysiąclecia łodzie mogły poruszać się pod prąd Dunaju jedynie przy pomocy burłaków, przemieszczających się wzdłuż rzeki drogami nazywanymi po niemiecku Treppelpfade. Przy tym łodzie były przez długi czas ciągnięte przez ludzi, a od XV wieku coraz częściej przez zwierzęta pociągowe.
Te późniejsze ekspedycje były ściśle zorganizowane i obejmowały do 60 koni i równie liczną drużynę, a jako statki jeden lub kilka Kelheimerów oraz kilka mniejszych łodzi pełniących funkcje transportowe dla takielunku, koni i zapasów żywności. Z powodu rozgałęzionego systemu rzecznego Dunaju oraz napotykanych płycizn droga była bardzo powolna. Często jednego dnia udawało się podejść jedynie kilka kilometrów, niezbędne było też przedostawanie się z końmi z brzegu na brzeg, a pogoda i prąd wody przeszkadzały w drodze.

#### Żegluga parowa na Dunaju
Spadek znaczenia historycznej żeglugi na Dunaju rozpoczął się wraz z pojawieniem się żeglugi parowej, później lokomotyw. Ostatni raz łodzie były ciągnięte pod prąd rzeki na przełomie XIX i XX wieku. Pierwszy parowiec wypłynął na wody Dunaju w 1812 r. w Wiedniu. Niewiele później, bo w roku 1829, powołano pierwszą Donaudampfschifffahrtsgesellschaft (Towarzystwo Żeglugi Parowej Dunaju). W ten sposób statki stały się szybsze – np. pierwszy parowiec „Franz I” („Franciszek I”) w 1830 r. potrzebował na drogę z Wiednia do Budapesztu 14 godzin 15 minut. Droga powrotna zajmowała mu 48 godzin 20 minut. We wrześniu 1837 r. pierwszy statek („Maria Anna”) popłynął z Wiednia do Linzu. Jeden z ostatnich egzemplarzy tego typu statków można obejrzeć w muzeum w Ratyzbonie. Druga połowa XIX wieku stanowiła też okres rozkwitu żeglugi łańcuchowej – statki poruszały się za pomocą łańcucha ułożonego na dnie rzeki. Takie łańcuchy znajdowały się najpierw na odcinku Wiedeń-Bratysława, od 1891 r. także w okolicach Ybbs an der Donau i Ratyzbony. W rejonie Żelaznej Bramy (Đerdap) w XX wieku aż do budowy tamy statki były holowane lokomotywami.

#### Żegluga współcześnie
Obecnie po Dunaju pływa około 100 statków-hoteli, odbywających wielodniowe rejsy, zwłaszcza pomiędzy Pasawą, Budapesztem i Morzem Czarnym. Oprócz tego istnieje wiele statków umożliwiających wycieczki jednodniowe – zwłaszcza w Pasawie, a w Austrii w rejonie Wachau.
Po Dunaju pływają też rozliczne małe, prywatne łodzie motorowe oraz statki towarowe.

#### Prawne zagadnienia międzynarodowej żeglugi dunajskiej
Pierwotnie Dunaj był szlakiem handlowym otwartym dla każdego, mimo to każde państwo przybrzeżne pobierało opłaty celne. Traktat paryski z 1856 r. po raz pierwszy skodyfikował prawo wolnego handlu na Dunaju, powstała też specjalna Europejska Komisja Dunaju. W oparciu o postanowienia kongresu wiedeńskiego (1815) po 120 latach, 18 sierpnia 1948, na konferencji belgradzkiej prawo to zostało ponownie zapisane w konwencji o uregulowaniu żeglugi na Dunaju. Ruch po Dunaju jest dozwolony dla statków wszystkich krajów poza statkami wojennymi obcych państw. Stosowanie się do reguł i utrzymywanie przepływności rzeki od 1948 r. jest kontrolowane przez Komisję Dunajską (Donaukommission).

### Spław drewna
W XVIII i XIX wieku Dunaj wykorzystywano do transportu drewna z czeskich lasów. Spław rozpoczynał się u podnóży Szumawy. Drewno poprzez kanał pod Schwarzenbergiem docierało do dopływu Dunaju Große Mühl. Tam wyławiano je z rzeki i przeładowywano na statki płynące do Wiednia, gdzie sprzedawano je na opał.

### Rybactwo
Znaczenie rybactwa, z którego w średniowieczu utrzymywało się wiele miejscowości, zmniejszyło się znacznie w ciągu XIX i XX wieku. W Niemczech aktywny jest jeszcze tylko jeden zakład rybacki pomiędzy miejscowościami Straubing i Vilshofen. W Austrii na małą skalę łowi się jeszcze ryby w okolicach Linzu i Wiednia. Większe znaczenie rybactwo ma wciąż w delcie Dunaju. Obecnie w Dunaju na całej jego długości wyławia się 4,4 tys. ton ryb rocznie. W Dunaju można spotkać wiele gatunków, m.in. szczupaka, karpia, lina, okonia, sandacza, brzanę, suma, bieługę.

### Uprawa winorośli

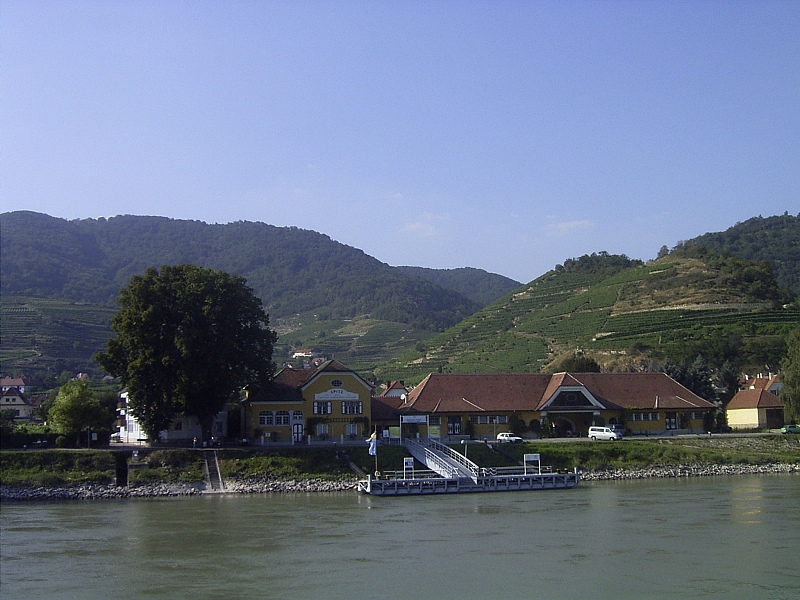
Winnice w okolicach Spitz (Wachau)

Winorośl uprawia się w trzech (z tego w Niemczech tylko w jednym małym regionie) państwach naddunajskich. Z win słynie austriacka dolina Wachau, gdzie uprawia się takie odmiany jak grüner veltliner, riesling czy chardonnay.
Na Węgrzech winorośl występuje wzdłuż całej doliny Dunaju pomiędzy Wyszegradem a południowymi krańcami państwa. Stolicą madziarskiego wina był Vác. W czasach socjalizmu cenione węgierskie wina straciły znacznie na jakości, od lat 90. XX wieku przeżywają jednak renesans popularności.
Trzeci region uprawy winorośli znajduje się w niemieckiej gminie Bach an der Donau pomiędzy Ratyzboną a Straubingiem i stanowi w niemieckiej części doliny Dunaju fenomen gospodarczy wynikający z lokalnej, sięgającej czasów rzymskich, tradycji uprawy wina Baierwein. Wino wytwarza się pod nazwą Regensburger Landwein.

### Turystyka
Oprócz wielu znanych i słynnych naddunajskich obiektów w dolinie rzeki znajdują się liczne parki narodowe i krajobrazowe jak np. Park Natury Górnego Dunaju w Niemczech, Wachau oraz Park Narodowy Donau-Auen w Austrii, Żelazna Brama między Serbią a Rumunią oraz rumuńsko-ukraińska delta rzeki.
Na nieżeglownych, zamkniętych dla regularnego ruchu odcinkach rzeki odbywają się spływy kajakowe i wioślarskie. Wzdłuż Dunaju prowadzi jeden z najpopularniejszych szlaków rowerowych – Donauradweg, cieszący się w Austrii i w Niemczech dużą frekwencją.
Na Dunaju organizowane są także cykliczne rejsy turystyczne. Poza najbardziej zatłoczonym odcinkiem Wiedeń – Budapeszt, pojedyncze statki pływają na trasie z Pasawy aż do delty Dunaju. W szczycie sezonu na rzece znajduje się ponad 70 statków odbywających regularne rejsy pasażerskie.

### Strategia Unii Europejskiej dla regionu Dunaju
Unia Europejska jest zainteresowana rozwojem regionu Dunaju, gdyż rzeka w większości przepływa przez jej terytorium. W 2011 r. podczas węgierskiej prezydencji w Radzie Unii Europejskiej ogłoszono tzw. Strategię Dunajską. Zadania wyznaczane przez strategię koncentrują się wokół:
- komunikacji i łączności w regionie Dunaju (zwiększenie mobilności, promocja kultury i turystyki);
- ochrony środowiska (przywrócenie wysokiej jakości wód w rzece, zarządzanie ryzykiem środowiskowym, ochrona bioróżnorodności);
- rozwoju regionu (realizacja projektów w obszarze: badania, rozwój, technologie informatyczne, zwiększenie konkurencyjności przedsiębiorstw, inwestycje w kapitał ludzki);
- wzmocnienia regionu (zwiększanie efektywności instytucjonalnej oraz współpracy państw w walce ze zorganizowaną przestępczością).

## Filmografia
- Donau kulinarisch. Von Deutschland zum Schwarzen Meer. Serial dokumentalny w 13 odcinkach, 2006, produkcja: SWR, strona internetowa (niem.)